# Lista de moléculas interestelares e circunstelares

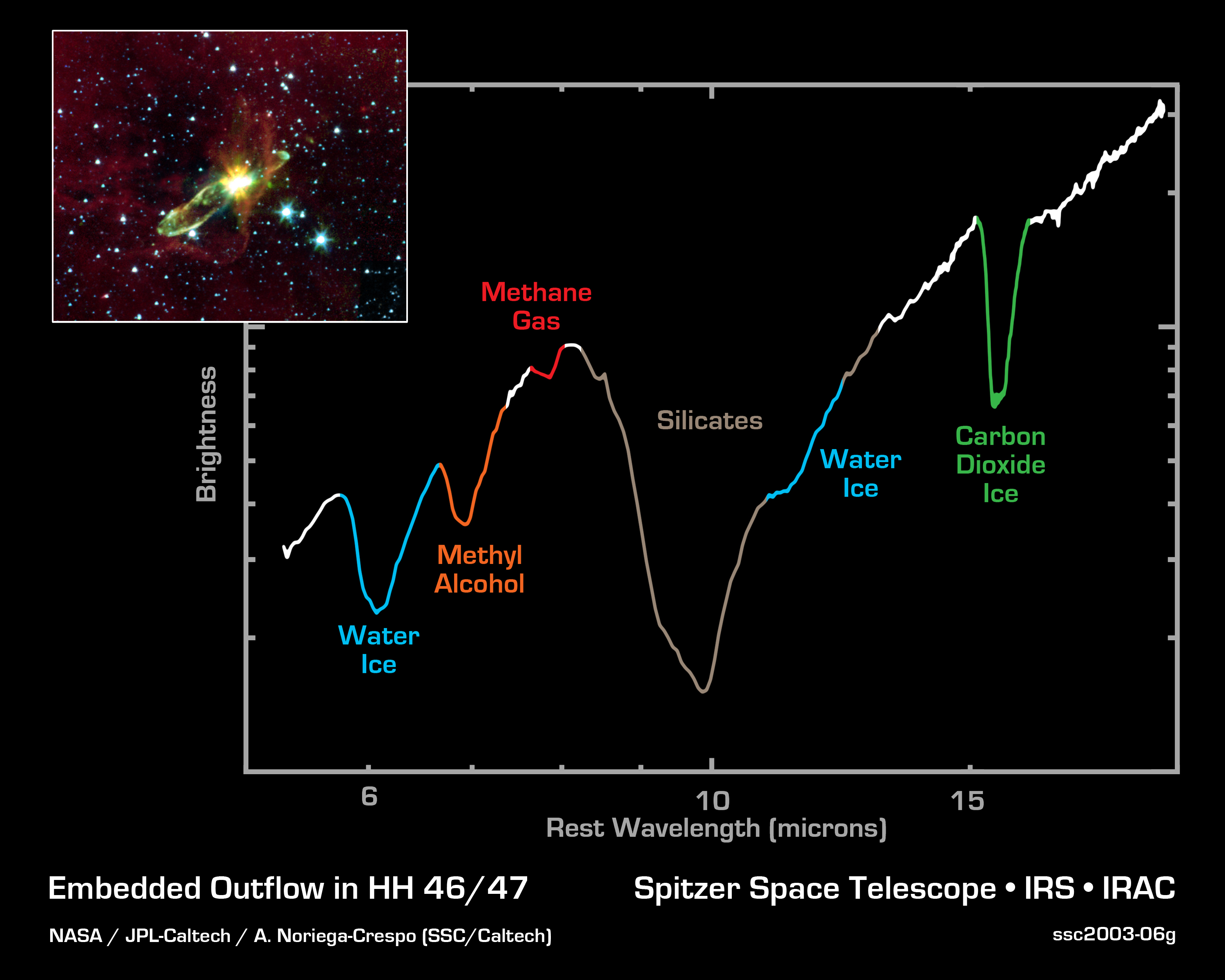
Espectro infravermelho de HH 46/47 (imagem inserida), com bandas vibracionais de várias moléculas marcadas em cores.

Esta é uma lista de moléculas detectadas no meio interestelar e nos envelopes circunstelares, agrupadas pelo número de átomos componentes. A fórmula química de cada composto detectado é listada, juntamente com qualquer forma ionizada que também tenha sido observada.

## Plano de fundo

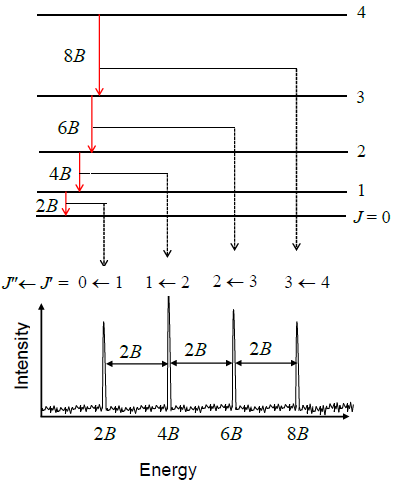
Exemplo idealizado do espectro rotacional (embaixo) produzido por transições entre diferentes níveis de energia rotacional (em cima) de uma molécula linear simples. é a constante rotacional da molécula, é o número quântico rotacional, é o nível superior e o nível inferior.

As moléculas listadas abaixo foram detectadas através de espectroscopia astronômica.  Suas características espectrais surgem porque as moléculas absorvem ou emitem um fóton de luz quando fazem a transição entre dois níveis de energia moleculares. A energia (e, portanto, o comprimento de onda) do fóton corresponde à diferença de energia entre os níveis envolvidos. Transições eletrônicas moleculares ocorrem quando um dos elétrons da molécula se move entre orbitais moleculares, produzindo uma linha espectral nas faixas do ultravioleta, ótico ou infravermelho próximo do espectro eletromagnético.  Alternativamente, uma transição vibracional transfere quanta de energia para (ou de) vibrações de ligações moleculares, produzindo assinaturas no infravermelho médio ou distante. Moléculas em fase gasosa também apresentam níveis rotacionais quantizados, levando a transições em comprimentos de onda de micro-ondas ou rádio.
Às vezes, uma transição pode envolver mais de um desses tipos de níveis de energia e.g. espectroscopia rovibracional envolve mudanças tanto nos níveis de energia rotacional quanto vibracional. Ocasionalmente, os três tipos de transição ocorrem simultaneamente, como na banda de Phillips do C2 (carbono diatômico), na qual uma transição eletrônica produz uma linha no infravermelho próximo, que é então desdobrada em diversas banda vibrônicas por uma mudança simultânea no nível vibracional. Estas, por sua vez, são novamente desdobradas em ramos rotacionais.
O espectro de uma molécula específica é regido pelas regras de seleção da química quântica e pela sua simetria molecular. Algumas moléculas possuem espectros simples que são fáceis de identificar, enquanto outras (mesmo algumas moléculas pequenas) têm espectros extremamente complexos com fluxo espalhado por muitas linhas diferentes, tornando-as muito mais difíceis de detectar.  As interações entre os núcleos atômicos e os elétrons às vezes causam uma estrutura hiperfina adicional das linhas espectrais. Se a molécula existir em múltiplos isotopólogos (versões contendo diferentes isótopos atômicos), o espectro se torna ainda mais complexo devido aos deslocamentos isotópicos.
A detecção de uma nova molécula interestelar ou circunstelar requer a identificação de um objeto astronômico adequado onde ela provavelmente esteja presente e, em seguida, sua observação com um telescópio equipado com um espectrógrafo trabalhando no comprimento de onda, resolução espectral e sensibilidade necessários. A primeira molécula detectada no meio interestelar foi o radical metilidina (CH•) em 1937, através de sua forte transição eletrônica em 4300 angstroms (na óptico). Avanços na instrumentação astronômica levaram a um número crescente de novas detecções. A partir da década de 1950, a radioastronomia começou a dominar as novas detecções, com a astronomia sub-milimétrica também se tornando importante a partir da década de 1990.
O inventário de moléculas detectadas é altamente enviesado para certos tipos mais fáceis de detectar. Por exemplo, a radioastronomia é mais sensível a pequenas moléculas lineares com um alto dipolo molecular.  A molécula mais comum no Universo, H2 (hidrogênio molecular), é completamente invisível aos radiotelescópios porque não possui dipolo; suas transições eletrônicas são muito energéticas para telescópios ópticos, então a detecção de H2 observações ultravioleta necessárias com um foguete de sondagem.  As linhas vibracionais geralmente não são específicas de uma molécula individual, permitindo a identificação apenas da classe geral. Por exemplo, as linhas vibracionais dos hidrocarbonetos aromáticos policíclicos (HAPs) foram identificadas em 1984, mostrando que a classe de moléculas é muito comum no espaço, mas demorou até 2021 para identificar quaisquer HAPs específicos por meio de suas linhas rotacionais.

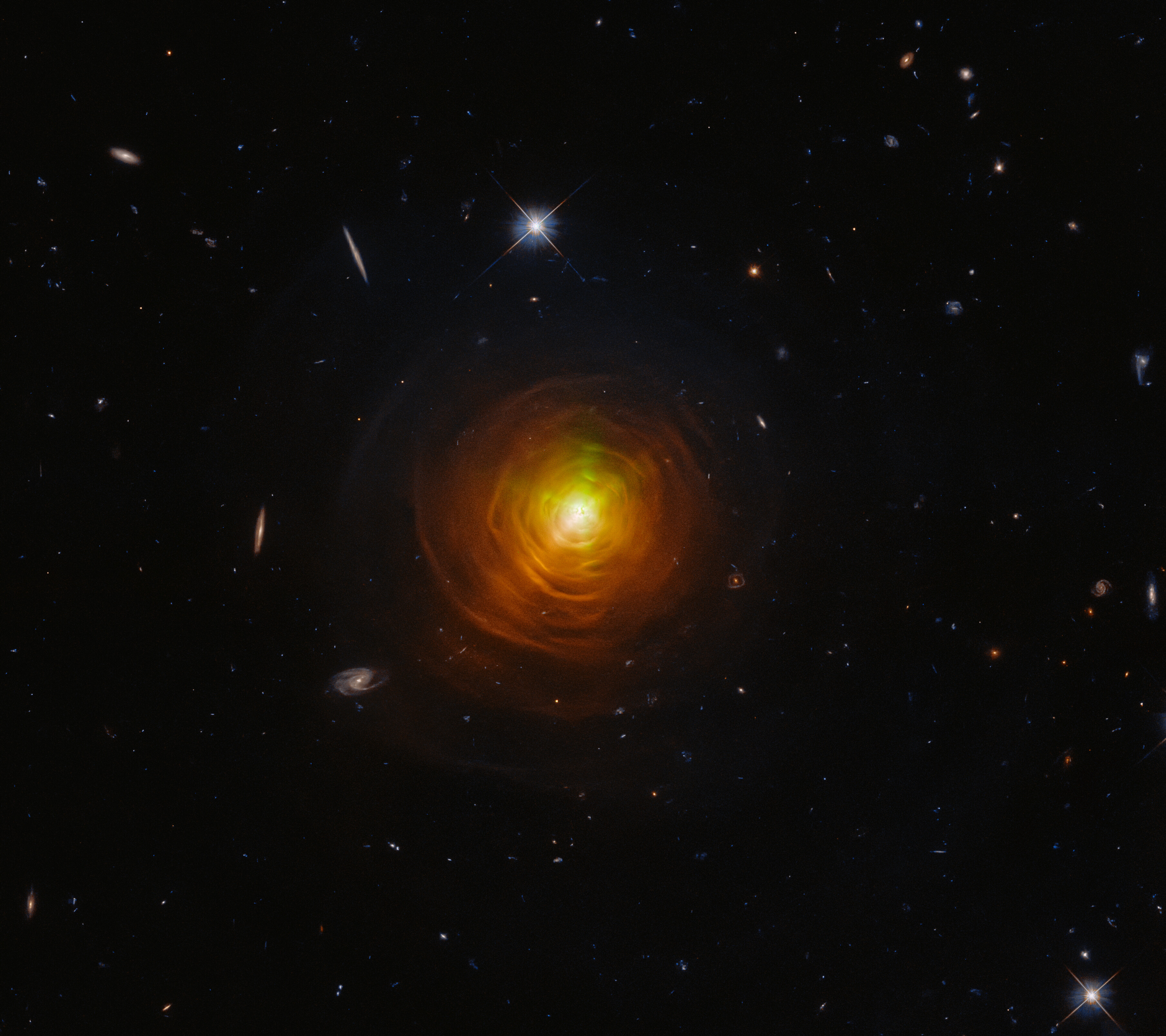
A estrela de carbono CW Leonis. As camadas visíveis de material circunstelar foram ejetadas pela estrela central ao longo de milhares de anos.

Uma das fontes mais ricas para a detecção de moléculas interestelares é Sagittarius B2 (Sgr B2), uma nuvem molecular gigante perto do centro da Via Láctea.  Cerca de metade das moléculas listadas abaixo foram encontradas pela primeira vez em Sgr B2, e muitos outras foram posteriormente detectados lá.  Uma rica fonte de moléculas circunstelares é CW Leonis (também conhecida como IRC +10216), uma estrela de carbono próxima, onde cerca de 50 moléculas foram identificadas.  Não há uma fronteira clara entre meios interestelares e circunstelares, então ambos estão incluídos nas tabelas abaixo.
A disciplina da astroquímica inclui a compreensão de como essas moléculas se formam e a explicação de suas abundâncias.  A densidade extremamente baixa do meio interestelar não é propícia à formação de moléculas, tornando as reações convencionais em fase gasosa entre espécies neutras (átomos ou moléculas) ineficientes.  Muitas regiões também apresentam temperaturas muito baixas (tipicamente 10 kelvin dentro de uma nuvem molecular), reduzindo ainda mais as taxas de reação, ou altos campos de radiação ultravioleta, que destroem moléculas por meio da fotoquímica.  Explicar as abundâncias observadas de moléculas interestelares requer o cálculo do equilíbrio entre as taxas de formação e destruição usando química de íons em fase gasosa (frequentemente conduzida por raios cósmicoss), química de superfície em poeira cósmica, transferência radiativa incluindo extinção interestelar e sofisticadas redes de reações.  O uso de linhas moleculares para determinar as propriedades físicas de objetos astronômicos é conhecido como astrofísica molecular.

## Moléculas
As tabelas a seguir listam moléculas que foram detectadas no meio interestelar ou na matéria circunstelar, agrupadas pelo número de átomoss componentes.  Moléculas neutras e seus íons moleculares são listados em colunas separadas; se não houver nenhuma entrada na coluna de moléculas, apenas a forma ionizada foi detectada.  As designações (nomes de moléculas) são aquelas usadas na literatura científica que descreve a detecção; se nenhuma foi fornecida, o campo é deixado em branco.  A massa é listada em unidades de massa atômica.  Moléculas deuteradas, que contêm pelo menos um átomo de deutério (2H), têm massas ligeiramente diferentes e são listadas em uma tabela separada. O número total de espécies únicas, incluindo estados de ionização distintos, é indicado no cabeçalho de cada seção.
A maioria das moléculas detectadas até agora são orgânicas. A única molécula inorgânica detectada com cinco ou mais átomos é SiH4.  Moléculas maiores que isso têm pelo menos um átomo de carbono, sem ligações N−N ou O−O.

### Diatômicas (43)

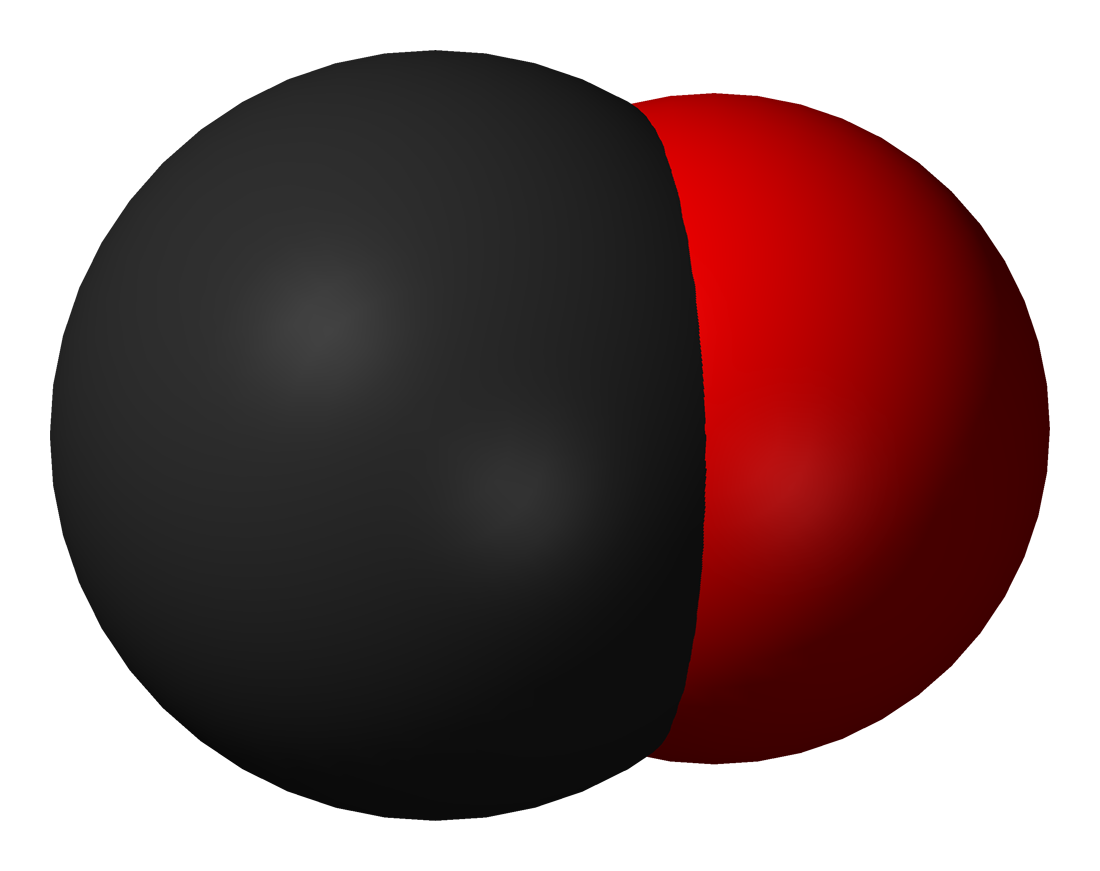
Monóxido de carbono é frequentemente usado para rastrear a distribuição de massa em nuvens moleculares.

| Molécula | Designação                     | Massa | Íons     |
| -------- | ------------------------------ | ----- | -------- |
| AlCl     | Monocloreto de alumínio        | 62,5  | —        |
| AlF      | Monofluoreto de alumínio       | 46    | —        |
| AlO      | Monóxido de alumínio           | 43    | —        |
| —        | Argonium (cátion)              | 37    | ArH+     |
| C2       | Carbono diatômico              | 24    | —        |
| —        | Fluorometilidinium             | 31    | CF+      |
| CH       | Radical metilidina             | 13    | CH+      |
| CN       | Radical ciano                  | 26    | CN+, CN− |
| CO       | Monóxido de carbono            | 28    | CO+      |
| CP       | Monofosfeto de carbono         | 43    | —        |
| CS       | Monossulfeto de carbono        | 44    | —        |
| FeO      | Óxido de ferro(II)             | 82    | —        |
| —        | Íon hidreto de hélio           | 5     | HeH+     |
| H2       | Hidrogénio molecular           | 2     | —        |
| HCl      | Cloreto de hidrogênio          | 36.5  | HCl+     |
| HF       | Fluoreto de hidrogênio         | 20    | —        |
| HO       | Radical hidroxila              | 17    | OH+      |
| KCl      | Cloreto de potássio            | 75,5  | —        |
| NH       | Radical imidogênio             | 15    | —        |
| N2       | Nitrogênio molecular           | 28    | —        |
| NO       | Óxido nítrico                  | 30    | NO+      |
| NS       | Sulfeto de nitrogênio          | 46    | —        |
| NaCl     | Cloreto de sódio               | 58,5  | —        |
| —        | Cátion monohidreto de magnésio | 25,3  | MgH+     |
| O2       | Oxigênio molecular             | 32    | —        |
| PN       | Mononitreto de fósforo         | 45    | —        |
| PO       | Monóxido de fósforo            | 47    | —        |
| SH       | Monohidreto de enxofre         | 33    | SH+      |
| SO       | Monóxido de enxofre            | 48    | SO+      |
| SiC      | Carborundum                    | 40    | —        |
| SiN      | Nitreto de silício             | 42    | —        |
| SiO      | Monóxido de silício            | 44    | —        |
| NaS      | Sulfeto de sódio               | 55    | —        |
| MgS      | Sulfetro de magnésio           | 56    | —        |
| SiS      | Monossulfeto de silício        | 60    | —        |
| TiO      | Óxido de titânio(II)           | 64    | —        |

### Triatômicas (45)

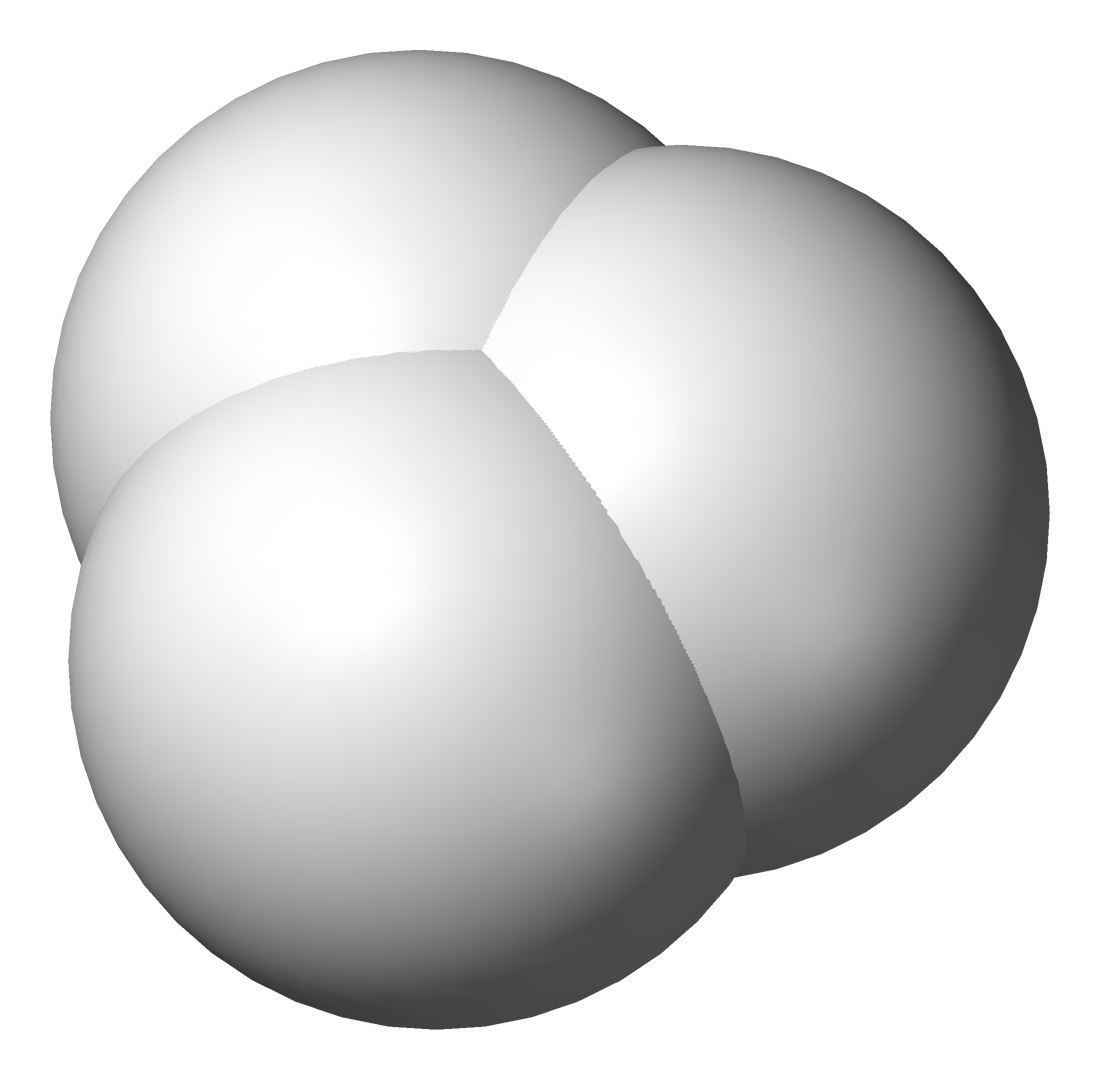
O cátion H_{3}^{+} é um dos íons mais abundantes do universo. Foi detectado pela primeira vez em 1993.

| Molécula | Designação                     | Massa | Íons  |
| -------- | ------------------------------ | ----- | ----- |
| AlNC     | Isocianieto de alumínio        | 53    | —     |
| AlOH     | Mono-hidróxido de alumínio     | 44    | —     |
| C3       | Tricarbono                     | 36    | —     |
| C2H      | Radical etinil                 | 25    | —     |
| CCN      | Cianometilidina                | 38    | —     |
| C2O      | Monóxico de dicarbono          | 40    | —     |
| C2S      | Tioxoetenilideno               | 56    | —     |
| C2P      | —                              | 55    | —     |
| CO2      | Dióxido de carbono             | 44    | —     |
| CaNC     | Isocianeto de cálcio           | 92    | —     |
| FeCN     | Cianeto de ferro               | 82    | —     |
| —        | Hidrogênio protonado molecular | 3     | H+ 3  |
| H2C      | Radical metileno               | 14    | —     |
| —        | Cloronium                      | 37,5  | H2Cl+ |
| H2O      | Água                           | 18    | H2O+  |
| HO2      | Hidroperoxil                   | 33    | —     |
| H2S      | Sulfeto de hidrogênio          | 34    | —     |
| HCN      | Cianeto de hidrogênio          | 27    | —     |
| HNC      | Isocianeto de hidrogênio       | 27    | —     |
| HCO      | Radical formil                 | 29    | HCO+  |
| HCP      | Fosfaetino                     | 44    | —     |
| HCS      | Tioformil                      | 45    | HCS+  |
| —        | Diazenilium                    | 29    | HN+ 2 |
| HNO      | Nitroxil                       | 31    | —     |
| —        | Isoformil                      | 29    | HOC+  |
| HSC      | Isotioformil                   | 45    | —     |
| KCN      | Cianeto de potássio            | 65    | —     |
| MgCN     | Cianeto de magnésio            | 50    | —     |
| MgNC     | Isocianeto de magnésio         | 50    | —     |
| NH2      | Radical amina                  | 16    | —     |
| N2O      | Óxido nitroso                  | 44    | —     |
| NaCN     | Cianeto de sódio               | 49    | —     |
| NaOH     | Hidróxido de sódio             | 40    | —     |
| OCS      | Sulfeto de carbonila           | 60    | —     |
| O3       | Ozônio                         | 48    | —     |
| SO2      | Dióxido de enxofre             | 64    | —     |
| c-SiC2   | c-Dicarbeto de silício         | 52    | —     |
| SiCSi    | Carbeto de disilício           | 68    | —     |
| SiCN     | Carbonitreto de silício        | 54    | —     |
| SiNC     | [ 93 ]                         | 54    | —     |
| CaC2     | Dicarbeto de cálcio            | 64    | —     |
| TiO2     | Dióxido de titânio             | 79.9  | —     |

### Quatro átomos (31)

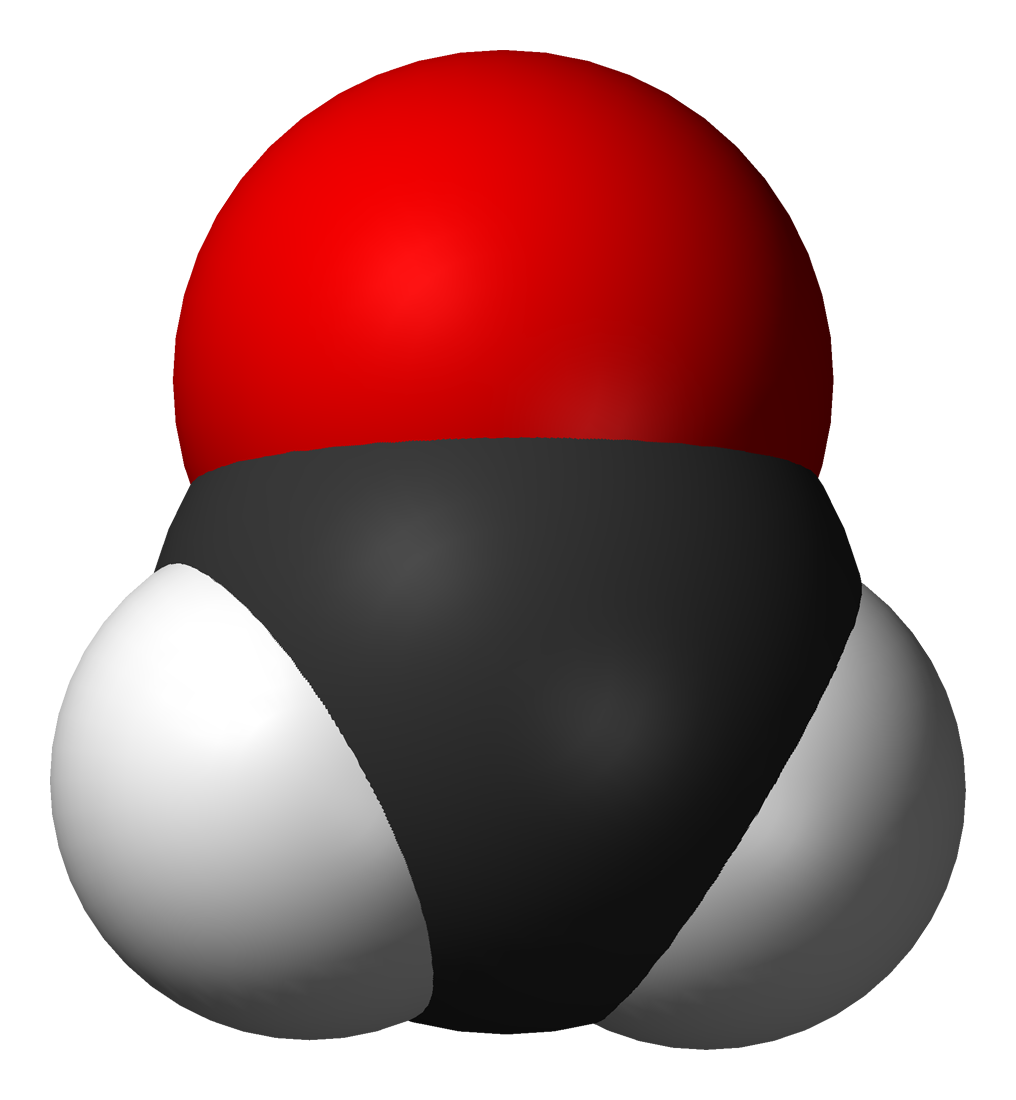
Formaldeído é uma molécula orgânica que é largamente distribuída no meio interestelar.

| Molécula | Designação                      | Massa | Íons   |
| -------- | ------------------------------- | ----- | ------ |
| CH3      | Radical metil                   | 15    | CH+ 3  |
| l-C3H    | Propinilidina                   | 37    | l-C3H+ |
| c-C3H    | Ciclopropinilidina              | 37    | —      |
| C3N      | Cianoetinil                     | 50    | C3N−   |
| C3O      | Monóxido de tricarbono          | 52    | —      |
| C3S      | Monossulfeto de tricarbono      | 68    | —      |
| —        | Hidrônio                        | 19    | H3O+   |
| C2H2     | Acetileno                       | 26    | —      |
| H2CN     | Amidogênio metileno             | 28    | H2CN+  |
| H2NC     | Aminocarbino                    | 28    | —      |
| H2CO     | Formaldeído                     | 30    | —      |
| H2CS     | Tioformaldeído                  | 46    | —      |
| HCCN     | —                               | 39    | —      |
| HCCO     | Cetenil                         | 41    | —      |
| —        | Cianeto de hidrogênio protonado | 28    | HCNH+  |
| —        | Dióxido de carbono protonado    | 45    | HOCO+  |
| HCNO     | Ácido fulmínico                 | 43    | —      |
| HOCN     | Ácido ciânico                   | 43    | —      |
| CNCN     | Isocianogênio                   | 52    | —      |
| HOOH     | Peróxido de hidrogênio          | 34    | —      |
| HNCO     | Ácido isociânico                | 43    | —      |
| HNCN     | Radical cianomidil              | 41    | —      |
| HNCS     | Ácido isotiociânico             | 59    | —      |
| NH3      | Amônia                          | 17    | —      |
| HSCN     | Ácido tiociânico                | 59    | —      |
| HNSO     | Tionilimida                     | 63    | —      |
| SiC3     | Tricarbeto de silício           | 64    | —      |
| HMgNC    | Isocianeto de hidromagnésio     | 51.3  | —      |
| HNO2     | Ácido nitroso                   | 47    | —      |

### Cinco átomos (21)

Metano, p componente promário dp gás natural, tem sido também detectado em cometas e na atmosfera de vários planetas no sistema solar e exoplanetas.

| Molécula | Designação              | Massa | Íons   |
| -------- | ----------------------- | ----- | ------ |
| —        | Íon amônio              | 18    | NH+ 4  |
| CH4      | Metano                  | 16    | —      |
| CH3O     | Radical metóxi          | 31    | —      |
| c-C3H2   | Ciclopropenilideno      | 38    | —      |
| l-H2C3   | Propadienilideno        | 38    | —      |
| H2CCN    | Cianometil              | 40    | —      |
| H2C2O    | Cetena                  | 42    | —      |
| H2CNH    | Metilenimina            | 29    | —      |
| HNCNH    | Carbodiimida            | 42    | —      |
| —        | Formaldeído protonada   | 31    | H2COH+ |
| C4H      | Butadiinil              | 49    | C4H−   |
| HC3N     | Cianoacetileno          | 51    | —      |
| HCC-NC   | Cianoacetileno          | 51    | —      |
| HCOOH    | Ácido fórmico           | 46    | —      |
| NH2CN    | Cianamida               | 42    | —      |
| NH2OH    | Hidroxilamina           | 37    | —      |
| —        | Cianogênio protonado    | 53    | NCCNH+ |
| HC(O)CN  | Cianoformaldeído        | 55    | —      |
| C5       | C5 linear               | 60    | —      |
| HCS2H    | Ácido ditiofórmico      | 78    | —      |
| SiC4     | Cluster silício-carbeto | 92    | —      |
| SiH4     | Silano                  | 32    | —      |

### Seis átomos (16)

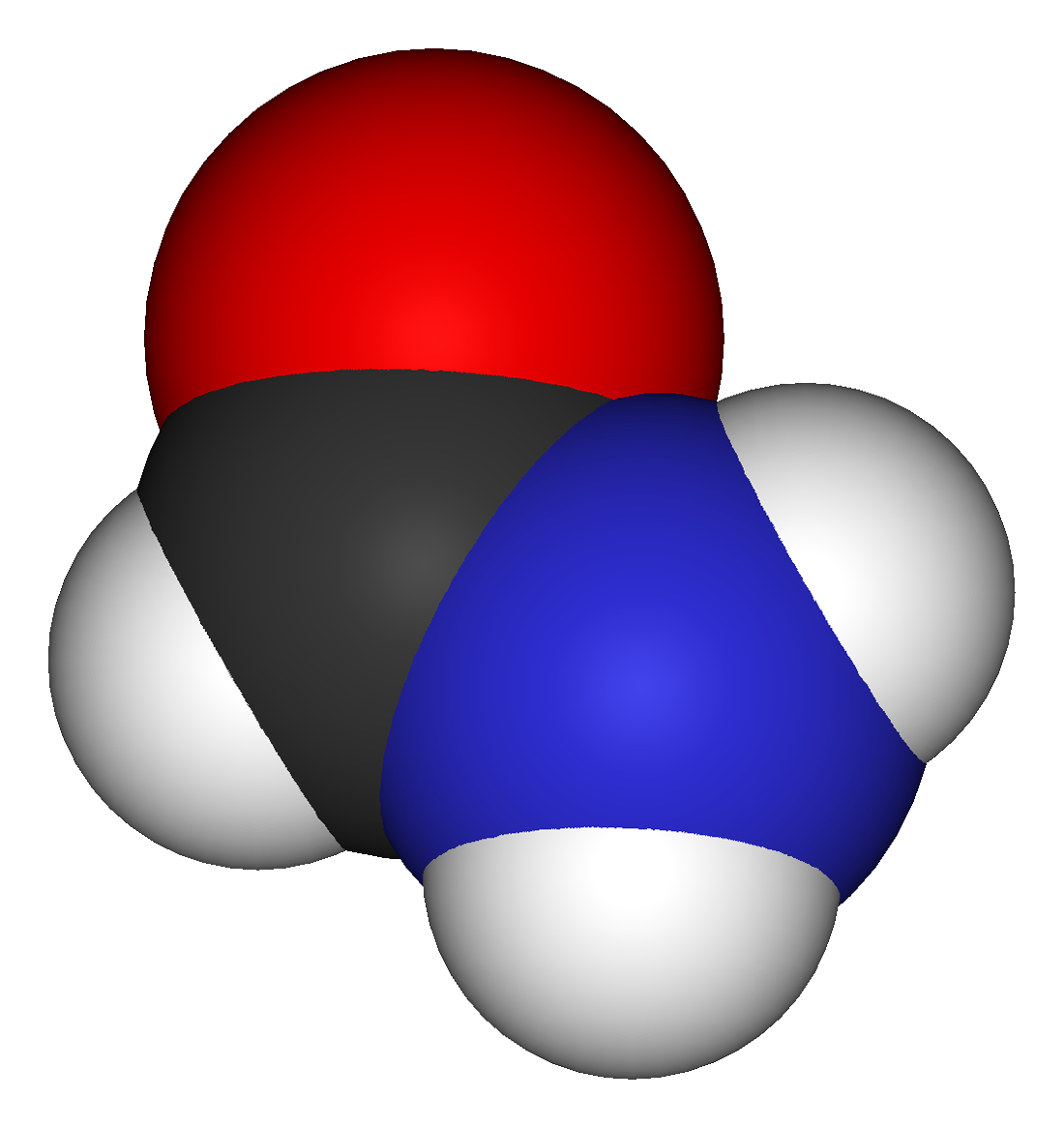
Na ISM, formamida (acima) pode combinar-se com o metileno para formar acetamida.

| Molécula | Designação               | Massa | Íons   |
| -------- | ------------------------ | ----- | ------ |
| c-H2C3O  | Ciclopropenona           | 54    | —      |
| E-HNCHCN | E-Cianometanimina        | 54    | —      |
| C2H4     | Etileno                  | 28    | —      |
| CH3CN    | Acetonitrila             | 40    | —      |
| CH3NC    | Isocianeto de metila     | 40    | —      |
| CH3OH    | Metanol                  | 32    | —      |
| CH3SH    | Metanotiol               | 48    | —      |
| l-H2C4   | Diacetileno              | 50    | —      |
| —        | Cianoacetileno protonado | 52    | HC3NH+ |
| HCONH2   | Formamida                | 44    | —      |
| HOCOOH   | Ácido carbônico          |       | —      |
| C5H      | Pentinilidino            | 61    | —      |
| C5N      | Radical cianobutadiinilo | 74    | —      |
| HC2CHO   | Propinal                 | 54    | —      |
| HC4N     | —                        | 63    | —      |
| CH2CNH   | Cetenimina               | 40    | —      |
| C5S      | —                        | 92    | —      |

### Sete átomos (16)

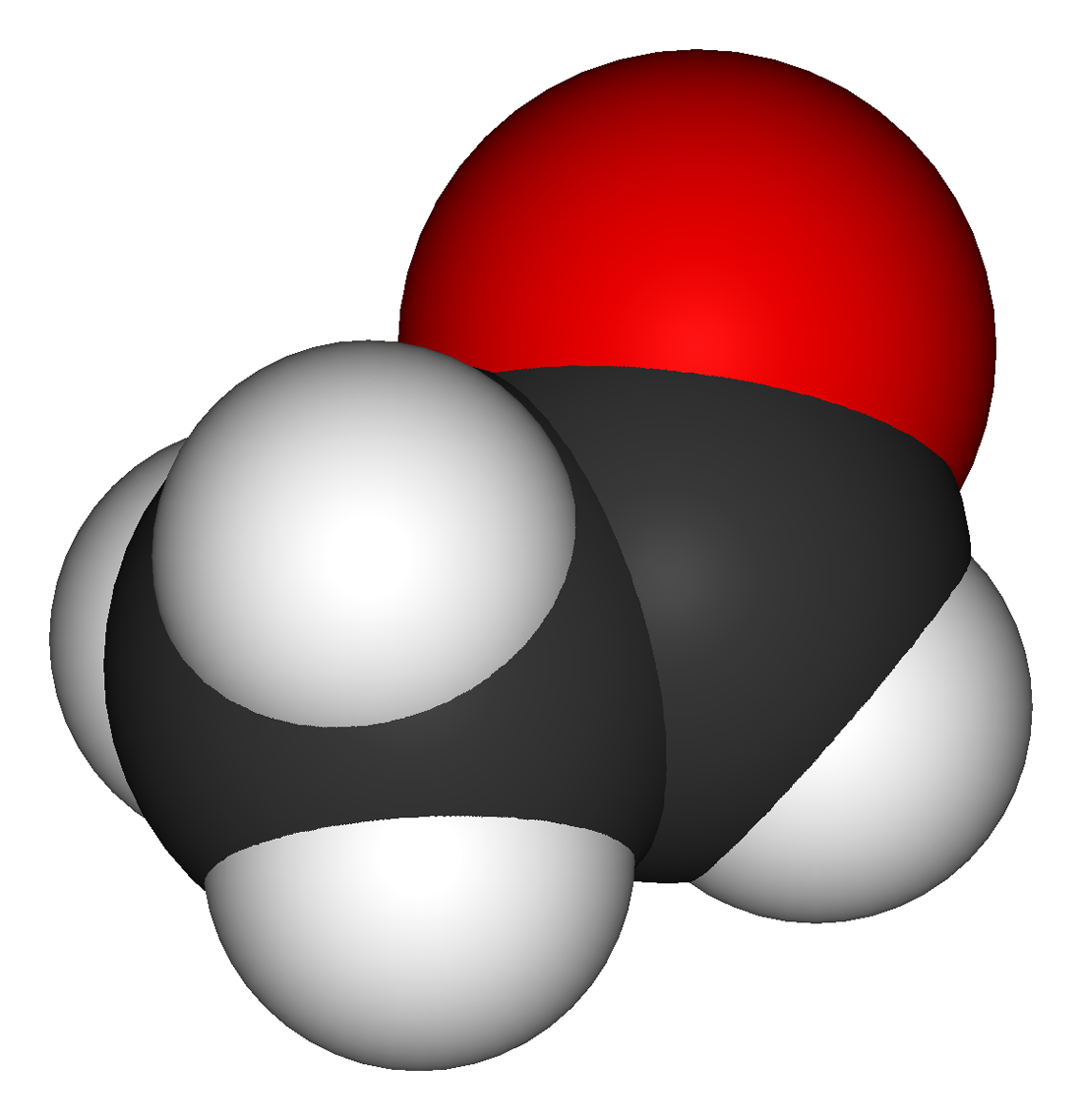
Acetaldeído (acima) e seus isômeros álcool vinólico e óxido de etileno todos foram detectados no espaço interestelar.

| Molécula | Designação                | Massa | Íons |
| -------- | ------------------------- | ----- | ---- |
| c-C2H4O  | Óxido de etileno          | 44    | —    |
| CH3C2H   | Metilacetileno            | 40    | —    |
| H3CNH2   | Metilamina                | 31    | —    |
| CH2CHCN  | Acrilonitrila             | 53    | —    |
| HCCCHNH  | Propargilimina            | 53    | —    |
| H2CHCOH  | Álcool vinílico           | 44    | —    |
| C6H      | Radical hexatriinil       | 73    | C6H− |
| HC4CN    | Cianodiacetileno          | 75    | —    |
| HC4NC    | Isocianodiacetileno       | 75    | —    |
| HC5O     | —                         | 77    | —    |
| CH3CHO   | Acetaldeído               | 44    | —    |
| CH3CHS   | Tioacetaldeído            | 60    | —    |
| CH3NCO   | Isocianato de metila      | 57    | —    |
| HOCH2CN  | Glicolonitrila            | 57    | —    |
| HC3HCN   | Radical 1-ciano propargil | 64    | —    |
| CH2C3N   | Radical 3-ciano propargil | 64    | —    |

### Oito átomos (14)

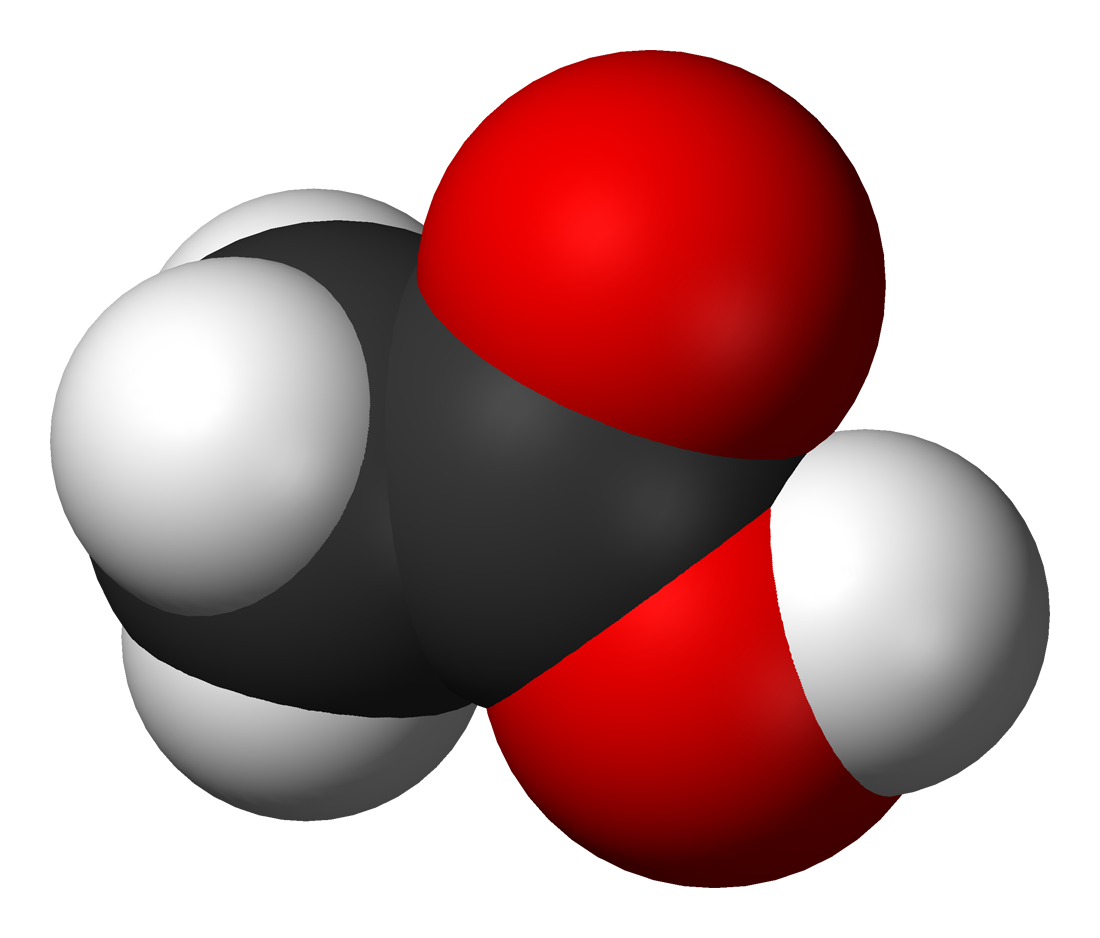
A assinatura de rádio do ácido acético, um composto encontrado no vinagre, foi confirmada em 1997.

| Molécula | Designação            | Massa |
| -------- | --------------------- | ----- |
| H3CC2CN  | Metilcianoacetilenp   | 65    |
| HC3H2CN  | Cianeto de propargila | 65    |
| H2COHCHO | Glicolaldeído         | 60    |
| (CHOH)2  | 1,2-etenediol         | 60    |
| HCOOCH3  | Formato de metila     | 60    |
| CH3COOH  | Ácido acético         | 60    |
| H2C6     | Hexapentaenilideno    | 74    |
| CH2CHCHO | Propenal              | 56    |
| CH2CCHCN | Cianoaleno            | 65    |
| CH3CHNH  | Etanimina             | 43    |
| C2H3NH2  | Vinilamina            | 43    |
| C7H      | Radical heptatrienil  | 85    |
| NH2CH2CN | Aminoacetonitrila     | 56    |
| (NH2)2CO | Ureia                 | 60    |

### Nove átomos (11)

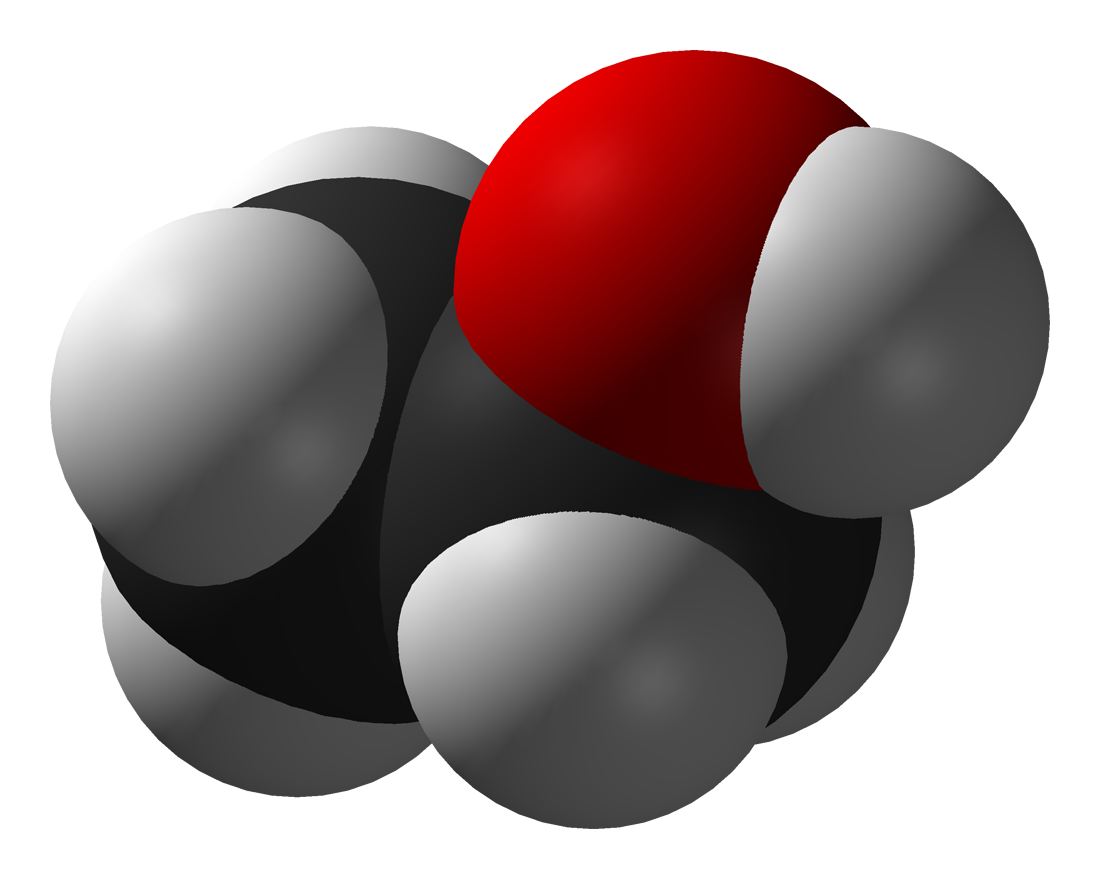
A assinatura de rádio do etanol, foi confirmada em 1975.

| Molécula | Designação                           | Massa | Íons |
| -------- | ------------------------------------ | ----- | ---- |
| CH3C4H   | Metildiacetileno                     | 64    | —    |
| CH3OCH3  | Éter dimetílico                      | 46    | —    |
| CH3CH2CN | Propanonitrila                       | 55    | —    |
| CH3CONH2 | Acetamida                            | 59    | —    |
| CH3CH2OH | Etanol                               | 46    | —    |
| C8H      | Radical octatetrainil                | 97    | C8H− |
| HC7N     | Cianohexatriino ou Cianotriacetileno | 99    | —    |
| CH3CHCH2 | Propileno (propeno)                  | 42    | —    |
| CH3CH2SH | Etil mercaptano                      | 62    | —    |
| CH3SCH3  | Sulfeto de simetila                  | 62    | —    |
| CH3NHCHO | N-metilformamida                     | 59    | —    |

### Dez ou mais átomos (24)
| Átomos | Molécula     | Designação                         | Massa | Íons  |
| ------ | ------------ | ---------------------------------- | ----- | ----- |
| 10     | (CH3)2CO     | Acetona                            | 58    | —     |
| 10     | (CH2OH)2     | Etilenoglicol                      | 62    | —     |
| 10     | CH3CH2CHO    | Propanal                           | 58    | —     |
| 10     | CH3OCH2OH    | Metoximetanol                      | 62    | —     |
| 10     | CH3C5N       | Metilcianodiacetileno              | 89    | —     |
| 10     | CH3CHCH2O    | Óxido de propileno                 | 58    | —     |
| 11     | NH2CH2CH2OH  | Etanolamina                        | 61    | —     |
| 11     | HC8CN        | Cianotetraacetoleno                | 123   | —     |
| 11     | C2H5OCHO     | Metanoato de etila                 | 74    | —     |
| 11     | CH3COOCH3    | Acetato de metila                  | 74    | —     |
| 11     | CH3C6H       | Metiltriacetileno                  | 88    | —     |
| 12     | C6H6         | Benzeno                            | 78    | —     |
| 12     | C3H7CN       | Cianeto de n-propila               | 69    | —     |
| 12     | (CH3)2CHCN   | Cianeto iso-propila                | 69    | —     |
| 13     | CH3OCH2CH2OH | 2-Metoxietanol                     | 76    | —     |
| 13     | C6H5CN       | Benzonitrila                       | 104   | —     |
| 13     | HC10CN       | Cianopentaacetoleno                | 147   | —     |
| 17     | C9H8         | Indeno                             | 116   | —     |
| 19     | C10H7CN      | 1-cianonaftaleno                   | 153   | —     |
| 19     | C10H7CN      | 2-cianonaftaleno                   | 153   | —     |
| 21     | C12H7CN      | 1-cianoacenaftileno                | 177   | —     |
| 21     | C12H7CN      | 5-cianoacenaftileno                | 177   | —     |
| 27     | C16H9CN      | 1-cianopireno                      | 227   | —     |
| 27     | C16H9CN      | 2-cianopireno                      | 227   | —     |
| 27     | C16H9CN      | 4-cianopireno                      | 227   | —     |
| 37     | C24H11CN     | cianocoroneno                      | 325   | —     |
| 60     | C60          | Buckminsterfulereno (C60 fulereno) | 720   | C+ 60 |
| 70     | C70          | C70 fulerenp                       | 840   | —     |

## Moléculas deuteradas (22)
Todas essas moléculas contém um ou mais átomos de deutério, um isótopo mais pesado de  hidrogênio.

## References
1. ↑  Shu, Frank H. (1982). The Physical Universe: An Introduction to Astronomy. [S.l.]: University Science Books. ISBN 978-0-935702-05-7. Cópia arquivada em 1 de abril de 2010
2. ↑  Chaffee, Frederick H.; Lutz, Barry L.; Black, John H.; Vanden Bout, Paul A.; Snell, Ronald L. (1980). «Rotational fine-structure lines of interstellar C2 toward Zeta Persei». The Astrophysical Journal. 236. 474 páginas. Bibcode:1980ApJ...236..474C. doi:10.1086/157764
3. 1 2 3 4  McGuire, Brett A. (2018). «2018 Census of Interstellar, Circumstellar, Extragalactic, Protoplanetary Disk, and Exoplanetary Molecules». The Astrophysical Journal Supplement Series. 239 (2). 17 páginas. Bibcode:2018ApJS..239...17M. arXiv:1809.09132. doi:10.3847/1538-4365/aae5d2
4. ↑  Woon, D. E. (May 2005), Methylidyne radical, The Astrochemist, consultado em 13 de fevereiro de 2007 Verifique data em: |data= (ajuda)
5. 1 2  Carruthers, George R. (1970), «Rocket Observation of Interstellar Molecular Hydrogen», Astrophysical Journal, 161: L81–L85, Bibcode:1970ApJ...161L..81C, doi:10.1086/180575
6. ↑  Leger, A.; Puget, J. L. (1984). «Identification of the "unidentified" IR emission features of interstellar dust ?». Astronomy and Astrophysics. 137: L5. Bibcode:1984A&A...137L...5L
7. ↑  Tielens, A.G.G.M. (2008). «Interstellar Polycyclic Aromatic Hydrocarbon Molecules». Annual Review of Astronomy and Astrophysics. 46: 289–337. Bibcode:2008ARA&A..46..289T. doi:10.1146/annurev.astro.46.060407.145211
8. 1 2 3  McGuire, Brett A.;  et al. (19 March 2021). «Detection of two interstellar polycyclic aromatic hydrocarbons via spectral matched filtering». Science. 371 (6535): 1265–1269. Bibcode:2021Sci...371.1265M. PMID 33737489. arXiv:2103.09984. doi:10.1126/science.abb7535 Verifique data em: |data= (ajuda)
9. 1 2  Burkhardt, Andrew M.;  et al. (1 June 2021). «Discovery of the Pure Polycyclic Aromatic Hydrocarbon Indene (c-C9H8) with GOTHAM Observations of TMC-1». The Astrophysical Journal Letters. 913 (2): L18. Bibcode:2021ApJ...913L..18B. arXiv:2104.15117. doi:10.3847/2041-8213/abfd3a Verifique data em: |data= (ajuda)
10. ↑  Cummins, S. E.; Linke, R. A.; Thaddeus, P. (1986), «A survey of the millimeter-wave spectrum of Sagittarius B2», Astrophysical Journal Supplement Series, 60: 819–878, Bibcode:1986ApJS...60..819C, doi:10.1086/191102
11. ↑  Kaler, James B. (2002). The hundred greatest stars. Col: Copernicus Series. [S.l.]: Springer. ISBN 978-0-387-95436-3. Consultado em 9 de maio de 2011Predefinição:Bsn
12. ↑  Brown, Laurie M.; Pais, Abraham; Pippard, A. B. (1995), «The physics of the interstellar medium», Twentieth Century Physics, ISBN 978-0-7503-0310-1 2nd ed. , CRC Press, p. 1765
13. ↑  Dalgarno, A. (2006), «Interstellar Chemistry Special Feature: The galactic cosmic ray ionization rate», Proceedings of the National Academy of Sciences, 103 (33): 12269–12273, Bibcode:2006PNAS..10312269D, PMC 1567869, PMID 16894166, doi:10.1073/pnas.0602117103
14. 1 2  Klemperer, William (2011), «Astronomical Chemistry», Annual Review of Physical Chemistry, 62: 173–184, Bibcode:2011ARPC...62..173K, PMID 21128763, doi:10.1146/annurev-physchem-032210-103332
15. ↑  The Structure of Molecular Cloud Cores, Centre for Astrophysics and Planetary Science, University of Kent, consultado em 16 de fevereiro de 2007
16. 1 2 3  Cernicharo, J.; Guelin, M. (1987), «Metals in IRC+10216 - Detection of NaCl, AlCl, and KCl, and tentative detection of AlF», Astronomy and Astrophysics, 183 (1): L10–L12, Bibcode:1987A&A...183L..10C
17. ↑  Ziurys, L. M.; Apponi, A. J.; Phillips, T. G. (1994), «Exotic fluoride molecules in IRC +10216: Confirmation of AlF and searches for MgF and CaF», Astrophysical Journal, 433 (2): 729–732, Bibcode:1994ApJ...433..729Z, doi:10.1086/174682
18. ↑  Tenenbaum, E. D.; Ziurys, L. M. (2009), «Millimeter Detection of AlO (X2Σ+): Metal Oxide Chemistry in the Envelope of VY Canis Majoris», Astrophysical Journal, 694 (1): L59–L63, Bibcode:2009ApJ...694L..59T, doi:10.1088/0004-637X/694/1/L59
19. ↑  Barlow, M. J.;  et al. (2013), «Detection of a Noble Gas Molecular Ion, 36ArH+, in the Crab Nebula», Science, 342 (6164): 1343–1345, Bibcode:2013Sci...342.1343B, PMID 24337290, arXiv:1312.4843, doi:10.1126/science.1243582
20. ↑  Quenqua, Douglas (13 December 2013). «Noble Molecules Found in Space». New York Times. Consultado em 13 December 2013 Verifique data em: |acessodata=, |data= (ajuda)
21. ↑  Souza, S. P; Lutz, B. L (1977). «Detection of C2 in the interstellar spectrum of Cygnus OB2 number 12 /VI Cygni number 12/». The Astrophysical Journal. 216: L49. Bibcode:1977ApJ...216L..49S. doi:10.1086/182507
22. ↑  Lambert, D. L.; Sheffer, Y.; Federman, S. R. (1995), «Hubble Space Telescope observations of C2 molecules in diffuse interstellar clouds», Astrophysical Journal, 438: 740–749, Bibcode:1995ApJ...438..740L, doi:10.1086/175119
23. ↑  Neufeld, D. A.;  et al. (2006), «Discovery of interstellar CF+», Astronomy and Astrophysics, 454 (2): L37–L40, Bibcode:2006A&A...454L..37N, arXiv:astro-ph/0603201, doi:10.1051/0004-6361:200600015
24. ↑  Landau, Elizabeth (12 October 2016). «Building Blocks of Life's Building Blocks Come From Starlight». NASA. Consultado em 13 October 2016 Verifique data em: |acessodata=, |data= (ajuda)
25. 1 2  Adams, Walter S. (1941), «Some Results with the COUDÉ Spectrograph of the Mount Wilson Observatory», Astrophysical Journal, 93: 11–23, Bibcode:1941ApJ....93...11A, doi:10.1086/144237
26. 1 2 3 4 5 6  Smith, D. (1988), «Formation and Destruction of Molecular Ions in Interstellar Clouds», Philosophical Transactions of the Royal Society of London, 324 (1578): 257–273, Bibcode:1988RSPTA.324..257S, doi:10.1098/rsta.1988.0016
27. 1 2 3 4 5 6 7  Fuente, A.;  et al. (2005), «Photon-dominated Chemistry in the Nucleus of M82: Widespread HOC+ Emission in the Inner 650 Parsec Disk», Astrophysical Journal, 619 (2): L155–L158, Bibcode:2005ApJ...619L.155F, arXiv:astro-ph/0412361, doi:10.1086/427990
28. 1 2  Guelin, M.; Cernicharo, J.; Paubert, G.; Turner, B. E. (1990), «Free CP in IRC + 10216», Astronomy and Astrophysics, 230: L9–L11, Bibcode:1990A&A...230L...9G
29. 1 2 3  Dopita, Michael A.; Sutherland, Ralph S. (2003), Astrophysics of the diffuse universe, ISBN 978-3-540-43362-0, Springer-Verlag
30. ↑  Agúndez, M.;  et al. (30 de julho de 2010), «Astronomical identification of CN−, the smallest observed molecular anion», Astronomy & Astrophysics, 517: L2, Bibcode:2010A&A...517L...2A, arXiv:1007.0662, doi:10.1051/0004-6361/201015186, consultado em 3 de setembro de 2010
31. ↑  Khan, Amina. «Did two planets around nearby star collide? Toxic gas holds hints». LA Times. Consultado em March 9, 2014 Verifique data em: |acessodata= (ajuda)
32. ↑  Dent, W.R.F.;  et al. (March 6, 2014). «Molecular Gas Clumps from the Destruction of Icy Bodies in the β Pictoris Debris Disk». Science. 343 (6178): 1490–1492. Bibcode:2014Sci...343.1490D. PMID 24603151. arXiv:1404.1380. doi:10.1126/science.1248726 Verifique data em: |data= (ajuda)
33. ↑  Latter, W. B.; Walker, C. K.; Maloney, P. R. (1993), «Detection of the Carbon Monoxide Ion (CO+) in the Interstellar Medium and a Planetary Nebula», Astrophysical Journal Letters, 419: L97, Bibcode:1993ApJ...419L..97L, doi:10.1086/187146
34. 1 2 3 4 5 6 7 8 9 10 11 12 13 14 15  Ziurys, Lucy M. (2006), «The chemistry in circumstellar envelopes of evolved stars: Following the origin of the elements to the origin of life», Proceedings of the National Academy of Sciences, 103 (33): 12274–12279, Bibcode:2006PNAS..10312274Z, PMC 1567870, PMID 16894164, doi:10.1073/pnas.0602277103
35. ↑  Furuya, R. S.;  et al. (2003), «Interferometric observations of FeO towards Sagittarius B2», Astronomy and Astrophysics, 409 (2): L21–L24, Bibcode:2003A&A...409L..21F, doi:10.1051/0004-6361:20031304
36. ↑  Fisher, Christine (17 April 2019). «NASA finally found evidence of the universe's earliest molecule - The elusive helium hydride was found 3,000 light-years away.». Engadget. Consultado em 17 April 2018 Verifique data em: |acessodata=, |data= (ajuda)
37. ↑  Astronomers have spotted the universe’s first molecule por Daniel Clery (2019)
38. ↑  Güsten, Rolf;  et al. (17 April 2019). «Astrophysical detection of the helium hydride ion HeH+». Nature. 568 (7752): 357–359. Bibcode:2019Natur.568..357G. PMID 30996316. arXiv:1904.09581. doi:10.1038/s41586-019-1090-x Verifique data em: |data= (ajuda)
39. ↑  Blake, G. A.; Keene, J.; Phillips, T. G. (1985), «Chlorine in dense interstellar clouds - The abundance of HCl in OMC-1» (PDF), Astrophysical Journal, Part 1, 295: 501–506, Bibcode:1985ApJ...295..501B, doi:10.1086/163394
40. ↑  De Luca, M.;  et al. (2012), «Herschel/HIFI Discovery of HCl+ in the Interstellar Medium», The Astrophysical Journal Letters, 751 (2): L37, Bibcode:2012ApJ...751L..37D, doi:10.1088/2041-8205/751/2/L37
41. ↑  Neufeld, David A.;  et al. (1997), «Discovery of Interstellar Hydrogen Fluoride», Astrophysical Journal Letters, 488 (2): L141–L144, Bibcode:1997ApJ...488L.141N, arXiv:astro-ph/9708013, doi:10.1086/310942
42. ↑  Wyrowski, F.;  et al. (2009), «First interstellar detection of OH+», Astronomy & Astrophysics, 518: A26, Bibcode:2010A&A...518A..26W, arXiv:1004.2627, doi:10.1051/0004-6361/201014364
43. ↑  Meyer, D. M.; Roth, K. C. (1991), «Discovery of interstellar NH», Astrophysical Journal Letters, 376: L49–L52, Bibcode:1991ApJ...376L..49M, doi:10.1086/186100
44. ↑  Wagenblast, R.;  et al. (January 1993), «On the origin of NH in diffuse interstellar clouds», Monthly Notices of the Royal Astronomical Society, 260 (2): 420–424, Bibcode:1993MNRAS.260..420W, doi:10.1093/mnras/260.2.420 Verifique data em: |data= (ajuda)
45. ↑  «Astronomers Detect Molecular Nitrogen Outside Solar System». Space Daily. June 9, 2004. Consultado em 25 de junho de 2010 Verifique data em: |data= (ajuda)Predefinição:Bsn
46. ↑  Knauth, D. C;  et al. (2004), «The interstellar N2 abundance towards HD 124314 from far-ultraviolet observations», Nature, 429 (6992): 636–638, Bibcode:2004Natur.429..636K, PMID 15190346, doi:10.1038/nature02614
47. ↑  McGonagle, D.;  et al. (1990), «Detection of nitric oxide in the dark cloud L134N», Astrophysical Journal, Part 1, 359 (1 Pt 1): 121–124, Bibcode:1990ApJ...359..121M, PMID 11538685, doi:10.1086/169040
48. ↑  Staff writers (March 27, 2007), Elusive oxygen molecule finally discovered in interstellar space, Physorg.com, consultado em 2 de abril de 2007 Verifique data em: |data= (ajuda)Predefinição:Bsn
49. ↑  Turner, B. E.; Bally, John (1987). «Detection of interstellar PN - the first identified phosphorus compound in the interstellar medium». The Astrophysical Journal. 321: L75. Bibcode:1987ApJ...321L..75T. doi:10.1086/185009
50. ↑  Ziurys, L. M. (1987), «Detection of interstellar PN - The first phosphorus-bearing species observed in molecular clouds», Astrophysical Journal Letters, 321 (1 Pt 2): L81–L85, Bibcode:1987ApJ...321L..81Z, PMID 11542218, doi:10.1086/185010
51. ↑  Tenenbaum, E. D.; Woolf, N. J.; Ziurys, L. M. (2007), «Identification of phosphorus monoxide (X 2 Pi r) in VY Canis Majoris: Detection of the first PO bond in space», Astrophysical Journal Letters, 666 (1): L29–L32, Bibcode:2007ApJ...666L..29T, doi:10.1086/521361
52. ↑  Yamamura, S. T.; Kawaguchi, K.; Ridgway, S. T. (2000), «Identification of SH v=1 Ro-vibrational Lines in R Andromedae», The Astrophysical Journal, 528 (1): L33–L36, Bibcode:2000ApJ...528L..33Y, PMID 10587489, arXiv:astro-ph/9911080, doi:10.1086/312420
53. ↑  Menten, K. M.;  et al. (2011), «Submillimeter Absorption from SH+, a New Widespread Interstellar Radical, 13CH+ and HCl», Astronomy & Astrophysics, 525: A77, Bibcode:2011A&A...525A..77M, arXiv:1009.2825, doi:10.1051/0004-6361/201014363.
54. 1 2 3  Pascoli, G.; Comeau, M. (1995), «Silicon Carbide in Circumstellar Environment», Astrophysics and Space Science, 226 (1): 149–163, Bibcode:1995Ap&SS.226..149P, doi:10.1007/BF00626907
55. ↑  Turner, B. E. (1992). «Detection of SiN in IRC + 10216». The Astrophysical Journal. 388: L35. Bibcode:1992ApJ...388L..35T. doi:10.1086/186324
56. ↑  SiN in Space - CDMS - The Cologne Database for Molecular Spectroscopy
57. 1 2  Rey-Montejo, Marta;  et al. (1 November 2024). «Discovery of MgS and NaS in the Interstellar Medium and Tentative Detection of CaO». The Astrophysical Journal. 975 (2). 174 páginas. Bibcode:2024ApJ...975..174R. arXiv:2407.07693. doi:10.3847/1538-4357/ad736e Verifique data em: |data= (ajuda)
58. 1 2 3  Kamiński, T.;  et al. (2013), «Pure rotational spectra of TiO and TiO2 in VY Canis Majoris», Astronomy and Astrophysics, 551: A113, Bibcode:2013A&A...551A.113K, arXiv:1301.4344, doi:10.1051/0004-6361/201220290
59. 1 2  Oka, Takeshi (2006), «Interstellar H3+», Proceedings of the National Academy of Sciences, 103 (33): 12235–12242, Bibcode:2006PNAS..10312235O, PMC 1567864, PMID 16894171, doi:10.1073/pnas.0601242103
60. 1 2  Geballe, T. R.; Oka, T. (1996), «Detection of H3+ in Interstellar Space», Nature, 384 (6607): 334–335, Bibcode:1996Natur.384..334G, PMID 8934516, doi:10.1038/384334a0
61. ↑  Tenenbaum, E. D.; Ziurys, L. M. (2010), «Exotic Metal Molecules in Oxygen-rich Envelopes: Detection of AlOH (X1Σ+) in VY Canis Majoris», Astrophysical Journal, 712 (1): L93–L97, Bibcode:2010ApJ...712L..93T, doi:10.1088/2041-8205/712/1/L93
62. ↑  Hinkle, K. W; Keady, J. J; Bernath, P. F (1988). «Detection of C3 in the Circumstellar Shell of IRC+10216». Science. 241 (4871): 1319–22. Bibcode:1988Sci...241.1319H. PMID 17828935. doi:10.1126/science.241.4871.1319
63. ↑  Maier, John P; Lakin, Nicholas M; Walker, Gordon A. H; Bohlender, David A (2001). «Detection of C3 in Diffuse Interstellar Clouds». The Astrophysical Journal. 553 (1): 267–273. Bibcode:2001ApJ...553..267M. arXiv:astro-ph/0102449. doi:10.1086/320668
64. ↑  Anderson, J. K.;  et al. (2014), «Detection of CCN (X2Πr) in IRC+10216: Constraining Carbon-chain Chemistry», Astrophysical Journal, 795 (1): L1, Bibcode:2014ApJ...795L...1A, doi:10.1088/2041-8205/795/1/L1
65. ↑  Ohishi, Masatoshi, Masatoshi;  et al. (1991), «Detection of a new carbon-chain molecule, CCO», Astrophysical Journal Letters, 380: L39–L42, Bibcode:1991ApJ...380L..39O, PMID 11538087, doi:10.1086/186168
66. 1 2 3 4  Irvine, William M.;  et al. (1988), «Newly detected molecules in dense interstellar clouds», Astrophysical Letters and Communications, 26: 167–180, Bibcode:1988ApL&C..26..167I, PMID 11538461
67. ↑  Halfen, D. T.; Clouthier, D. J.; Ziurys, L. M. (2008), «Detection of the CCP Radical (X 2Πr) in IRC +10216: A New Interstellar Phosphorus-containing Species», Astrophysical Journal, 677 (2): L101–L104, Bibcode:2008ApJ...677L.101H, doi:10.1086/588024
68. ↑  Whittet, Douglas C. B.; Walker, H. J. (1991), «On the occurrence of carbon dioxide in interstellar grain mantles and ion-molecule chemistry», Monthly Notices of the Royal Astronomical Society, 252: 63–67, Bibcode:1991MNRAS.252...63W, doi:10.1093/mnras/252.1.63
69. ↑  Cernicharo, J.; Velilla-Prieto, L.; Agúndez, M.; Pardo, J. R.; Fonfría, J. P.; Quintana-Lacaci, G.; Cabezas, C.; Bermúdez, C.; Guélin, M. (2019). «Discovery of the first Ca-bearing molecule in space: CaNC». Astronomy & Astrophysics. 627: L4. Bibcode:2019A&A...627L...4C. PMC 6640036. PMID 31327871. arXiv:1906.09352. doi:10.1051/0004-6361/201936040
70. ↑  Zack, L. N.; Halfen, D. T.; Ziurys, L. M. (June 2011), «Detection of FeCN (X 4Δi) in IRC+10216: A New Interstellar Molecule», The Astrophysical Journal Letters, 733 (2): L36, Bibcode:2011ApJ...733L..36Z, doi:10.1088/2041-8205/733/2/L36 Verifique data em: |data= (ajuda)
71. ↑  Hollis, J. M.; Jewell, P. R.; Lovas, F. J. (1995), «Confirmation of interstellar methylene», Astrophysical Journal, Part 1, 438: 259–264, Bibcode:1995ApJ...438..259H, doi:10.1086/175070
72. ↑  Lis, D. C.;  et al. (1 de outubro de 2010), «Herschel/HIFI discovery of interstellar chloronium (H2Cl+)», Astronomy & Astrophysics, 521: L9, Bibcode:2010A&A...521L...9L, arXiv:1007.1461, doi:10.1051/0004-6361/201014959.
73. ↑  «Europe's space telescope ISO finds water in distant places». XMM-Newton Press Release (Nota de imprensa). April 29, 1997. p. 12. Bibcode:1997xmm..pres...12. Consultado em 8 de fevereiro de 2007. Cópia arquivada em December 22, 2006 Verifique data em: |arquivodata=, |data= (ajuda)Predefinição:Bsn
74. ↑  Ossenkopf, V.;  et al. (2010), «Detection of interstellar oxidaniumyl: Abundant H2O+ towards the star-forming regions DR21, Sgr B2, and NGC6334», Astronomy & Astrophysics, 518: L111, Bibcode:2010A&A...518L.111O, arXiv:1005.2521, doi:10.1051/0004-6361/201014577.
75. ↑  Parise, B.; Bergman, P.; Du, F. (2012), «Detection of the hydroperoxyl radical HO2 toward ρ Ophiuchi A. Additional constraints on the water chemical network», Astronomy & Astrophysics Letters, 541: L11–L14, Bibcode:2012A&A...541L..11P, arXiv:1205.0361, doi:10.1051/0004-6361/201219379
76. ↑  Snyder, L. E.; Buhl, D. (1971), «Observations of Radio Emission from Interstellar Hydrogen Cyanide», Astrophysical Journal, 163: L47–L52, Bibcode:1971ApJ...163L..47S, doi:10.1086/180664
77. ↑  Schilke, P.; Benford, D. J.; Hunter, T. R.; Lis, D. C., Phillips, T. G.; Phillips, T. G. (2001), «A Line Survey of Orion-KL from 607 to 725 GHz», Astrophysical Journal Supplement Series, 132 (2): 281–364, Bibcode:2001ApJS..132..281S, doi:10.1086/318951
78. ↑  Schilke, P.; Comito, C.; Thorwirth, S. (2003), «First Detection of Vibrationally Excited HNC in Space», The Astrophysical Journal, 582 (2): L101–L104, Bibcode:2003ApJ...582L.101S, doi:10.1086/367628
79. 1 2  Schenewerk, M. S.; Snyder, L. E.; Hjalmarson, A. (1986), «Interstellar HCO - Detection of the missing 3 millimeter quartet», Astrophysical Journal Letters, 303: L71–L74, Bibcode:1986ApJ...303L..71S, doi:10.1086/184655
80. 1 2 3 4 5 6  Kawaguchi, Kentarou;  et al. (1994), «Detection of a new molecular ion HC3NH(+) in TMC-1», Astrophysical Journal, 420: L95, Bibcode:1994ApJ...420L..95K, doi:10.1086/187171
81. ↑  Agúndez, M.; Cernicharo, J.; Guélin, M. (2007), «Discovery of Phosphaethyne (HCP) in Space: Phosphorus Chemistry in Circumstellar Envelopes», The Astrophysical Journal, 662 (2): L91, Bibcode:2007ApJ...662L..91A, doi:10.1086/519561, hdl:10261/191973
82. 1 2  Agúndez, M; Marcelino, N; Cernicharo, J; Tafalla, M (2018). «Detection of interstellar HCS and its metastable isomer HSC: New pieces in the puzzle of sulfur chemistry». Astronomy & Astrophysics. 611: L1. Bibcode:2018A&A...611L...1A. PMC 6031296. PMID 29983448. arXiv:1802.09401. doi:10.1051/0004-6361/201832743
83. ↑  Womack, M.; Ziurys, L. M.; Wyckoff, S. (1992), «A survey of N2H(+) in dense clouds - Implications for interstellar nitrogen and ion-molecule chemistry», Astrophysical Journal, Part 1, 387: 417–429, Bibcode:1992ApJ...387..417W, doi:10.1086/171094
84. ↑  Hollis, J. M.;  et al. (1991), «Interstellar HNO: Confirming the Identification - Atoms, ions and molecules: New results in spectral line astrophysics», Atoms, 16: 407–412, Bibcode:1991ASPC...16..407H
85. ↑  van Dishoeck, Ewine F.;  et al. (1993), «Detection of the Interstellar NH 2 Radical», Astrophysical Journal Letters, 416: L83–L86, Bibcode:1993ApJ...416L..83V, doi:10.1086/187076, hdl:1887/2194
86. ↑  Ziurys, L. M.;  et al. (1994), «Detection of interstellar N2O: A new molecule containing an N-O bond», Astrophysical Journal Letters, 436: L181–L184, Bibcode:1994ApJ...436L.181Z, doi:10.1086/187662
87. ↑  Hollis, J. M.; Rhodes, P. J. (November 1, 1982), «Detection of interstellar sodium hydroxide in self-absorption toward the galactic center», Astrophysical Journal Letters, 262: L1–L5, Bibcode:1982ApJ...262L...1H, doi:10.1086/183900 Verifique data em: |data= (ajuda)
88. ↑  Goldsmith, P. F.; Linke, R. A. (1981), «A study of interstellar carbonyl sulfide», Astrophysical Journal, Part 1, 245: 482–494, Bibcode:1981ApJ...245..482G, doi:10.1086/158824
89. ↑  Phillips, T. G.; Knapp, G. R. (1980), «Interstellar Ozone», American Astronomical Society Bulletin, 12: 440, Bibcode:1980BAAS...12..440P
90. 1 2 3 4 5 6 7 8 9 10  Johansson, L. E. B.;  et al. (1984), «Spectral scan of Orion A and IRC+10216 from 72 to 91 GHz», Astronomy and Astrophysics, 130 (2): 227–256, Bibcode:1984A&A...130..227J
91. ↑  Cernicharo, José;  et al. (2015), «Discovery of SiCSi in IRC+10216: a Missing Link Between Gas and Dust Carriers OF Si–C Bonds», Astrophysical Journal Letters, 806 (1): L3, Bibcode:2015ApJ...806L...3C, PMC 4693961, PMID 26722621, arXiv:1505.01633, doi:10.1088/2041-8205/806/1/L3
92. ↑  Guélin, M.;  et al. (2004), «Astronomical detection of the free radical SiCN», Astronomy and Astrophysics, 363: L9–L12, Bibcode:2000A&A...363L...9G
93. ↑  Guélin, M.;  et al. (2004), «Detection of the SiNC radical in IRC+10216», Astronomy and Astrophysics, 426 (2): L49–L52, Bibcode:2004A&A...426L..49G, doi:10.1051/0004-6361:200400074
94. ↑  Gupta, H.;  et al. (1 May 2024). «Calcium Chemistry in Carbon-rich Circumstellar Environments: The Laboratory and Astronomical Discovery of Calcium Dicarbide, CaC2». The Astrophysical Journal Letters. 966 (2): L28. Bibcode:2024ApJ...966L..28G. doi:10.3847/2041-8213/ad3336 Verifique data em: |data= (ajuda)
95. 1 2  Snyder, Lewis E.;  et al. (1999), «Microwave Detection of Interstellar Formaldehyde», Physical Review Letters, 61 (2): 77–115, Bibcode:1969PhRvL..22..679S, doi:10.1103/PhysRevLett.22.679
96. ↑  Feuchtgruber, H.;  et al. (June 2000), «Detection of Interstellar CH3», The Astrophysical Journal, 535 (2): L111–L114, Bibcode:2000ApJ...535L.111F, PMID 10835311, arXiv:astro-ph/0005273, doi:10.1086/312711 Verifique data em: |data= (ajuda)
97. ↑  Berne, Olivier;  et al. (26 June 2023). «Formation of the Methyl Cation by Photochemistry in a Protoplanetary Disk». Nature. 621 (7977): 56–59. Bibcode:2023Natur.621...56B. PMID 37364766. arXiv:2401.03296. doi:10.1038/s41586-023-06307-x. hdl:1887/3716674. Consultado em 27 June 2023. Cópia arquivada em 27 June 2023 Verifique o valor de |url-access=subscription (ajuda); Verifique data em: |acessodata=, |arquivodata=, |data= (ajuda)
98. 1 2  Irvine, W. M.;  et al. (1984), «Confirmation of the Existence of Two New Interstellar Molecules: C3H and C3O», Bulletin of the American Astronomical Society, 16: 877, Bibcode:1984BAAS...16..877I
99. ↑  Pety, J.;  et al. (2012), «The IRAM-30 m line survey of the Horsehead PDR. II. First detection of the l-C3MH+ hydrocarbon cation», Astronomy & Astrophysics, 548: A68, Bibcode:2012A&A...548A..68P, arXiv:1210.8178, doi:10.1051/0004-6361/201220062
100. ↑  Mangum, J. G.; Wootten, A. (1990), «Observations of the cyclic C3H radical in the interstellar medium», Astronomy and Astrophysics, 239: 319–325, Bibcode:1990A&A...239..319M
101. ↑  Bell, M. B.; Matthews, H. E. (1995), «Detection of C3N in the spiral arm gas clouds in the direction of Cassiopeia A», Astrophysical Journal, Part 1, 438: 223–225, Bibcode:1995ApJ...438..223B, doi:10.1086/175066
102. ↑  Thaddeus, P.;  et al. (2008), «Laboratory and Astronomical Detection of the Negative Molecular Ion C3N-», The Astrophysical Journal, 677 (2): 1132–1139, Bibcode:2008ApJ...677.1132T, doi:10.1086/528947, hdl:2152/34886
103. ↑  Wootten, Alwyn;  et al. (1991), «Detection of interstellar H3O(+) - A confirming line», Astrophysical Journal Letters, 380: L79–L83, Bibcode:1991ApJ...380L..79W, doi:10.1086/186178
104. ↑  Ridgway, S. T.;  et al. (1976), «Circumstellar acetylene in the infrared spectrum of IRC+10216», Nature, 264 (5584): 345, 346, Bibcode:1976Natur.264..345R, doi:10.1038/264345a0
105. ↑  Ohishi, Masatoshi;  et al. (1994), «Detection of a new interstellar molecule, H2CN», Astrophysical Journal Letters, 427 (1): L51–L54, Bibcode:1994ApJ...427L..51O, PMID 11539493, doi:10.1086/187362
106. ↑  Cabezas, C.; Agúndez, M.; Marcelino, N.; Tercero, B.; Cuadrado, S.; Cernicharo, J. (October 2021). «Interstellar detection of the simplest aminocarbyne H2NC: an ignored but abundant molecule». Astronomy & Astrophysics. 654: A45. Bibcode:2021A&A...654A..45C. arXiv:2107.08389. doi:10.1051/0004-6361/202141491 Verifique data em: |data= (ajuda)
107. ↑  Minh, Y. C.; Irvine, W. M.; Brewer, M. K. (1991), «H2CS abundances and ortho-to-para ratios in interstellar clouds», Astronomy and Astrophysics, 244: 181–189, Bibcode:1991A&A...244..181M, PMID 11538284
108. ↑  Guelin, M.; Cernicharo, J. (1991), «Astronomical detection of the HCCN radical - Toward a new family of carbon-chain molecules?», Astronomy and Astrophysics, 244: L21–L24, Bibcode:1991A&A...244L..21G
109. ↑  Agúndez, M.;  et al. (2015), «Discovery of interstellar ketenyl (HCCO), a surprisingly abundant radical», Astronomy and Astrophysics, 577: L5, Bibcode:2015A&A...577L...5A, PMC 4693959, PMID 26722130, arXiv:1504.05721, doi:10.1051/0004-6361/201526317
110. ↑  Minh, Y. C.; Irvine, W. M.; Ziurys, L. M. (1988), «Observations of interstellar HOCO(+) - Abundance enhancements toward the Galactic center», Astrophysical Journal, Part 1, 334 (1): 175–181, Bibcode:1988ApJ...334..175M, PMID 11538465, doi:10.1086/166827
111. ↑  Marcelino, Núria;  et al. (2009), «Discovery of fulminic acid, HCNO, in dark clouds», Astrophysical Journal, 690 (1): L27–L30, Bibcode:2009ApJ...690L..27M, arXiv:0811.2679, doi:10.1088/0004-637X/690/1/L27
112. ↑  Brünken, S.;  et al. (22 de julho de 2010), «Interstellar HOCN in the Galactic center region», Astronomy & Astrophysics, 516: A109, Bibcode:2010A&A...516A.109B, arXiv:1005.2489, doi:10.1051/0004-6361/200912456
113. ↑  Agúndez, M; Marcelino, N; Cernicharo, J (2018). «Discovery of Interstellar Isocyanogen (CNCN): Further Evidence that Dicyanopolyynes Are Abundant in Space». The Astrophysical Journal. 861 (2): L22. Bibcode:2018ApJ...861L..22A. doi:10.3847/2041-8213/aad089
114. ↑  Bergman, P.; Parise, B.; Liseau, R.; Larsson, B.; Olofsson, H.; Menten, K. M.; Güsten, R. (2011). «Detection of interstellar hydrogen peroxide». Astronomy & Astrophysics. 531: L8. Bibcode:2011A&A...531L...8B. arXiv:1105.5799. doi:10.1051/0004-6361/201117170
115. ↑  Rivilla, V. M.;  et al. (2021). «Detection of the cyanomidyl radical (HNCN): A new interstellar species with the NCN backbone». Monthly Notices of the Royal Astronomical Society: Letters. 506 (1): L79–L84. Bibcode:2021MNRAS.506L..79R. arXiv:2106.09652. doi:10.1093/mnrasl/slab074
116. ↑  Frerking, M. A.; Linke, R. A.; Thaddeus, P. (1979), «Interstellar isothiocyanic acid», Astrophysical Journal Letters, 234: L143–L145, Bibcode:1979ApJ...234L.143F, doi:10.1086/183126
117. 1 2  Nguyen-Q-Rieu; Graham, D.; Bujarrabal, V. (1984), «Ammonia and cyanotriacetylene in the envelopes of CRL 2688 and IRC + 10216», Astronomy and Astrophysics, 138 (1): L5–L8, Bibcode:1984A&A...138L...5N
118. ↑  Halfen, D. T.;  et al. (September 2009), «Detection of a New Interstellar Molecule: Thiocyanic Acid HSCN», The Astrophysical Journal Letters, 702 (2): L124–L127, Bibcode:2009ApJ...702L.124H, doi:10.1088/0004-637X/702/2/L124 Verifique data em: |data= (ajuda)
119. ↑  Sanz-Novo, Miguel;  et al. (1 April 2024). «Discovery of Thionylimide, HNSO, in Space: The first N-, S-, and O-bearing Interstellar Molecule». The Astrophysical Journal Letters. 965 (2): L26. Bibcode:2024ApJ...965L..26S. arXiv:2404.01044. doi:10.3847/2041-8213/ad3945 Verifique data em: |data= (ajuda)
120. ↑  Cabezas, C.;  et al. (2013), «Laboratory and Astronomical Discovery of Hydromagnesium Isocyanide», Astrophysical Journal, 775 (2): 133, Bibcode:2013ApJ...775..133C, arXiv:1309.0371, doi:10.1088/0004-637X/775/2/133
121. ↑  Coutens, A.;  et al. (2019). «The ALMA-PILS survey: First detection of nitrous acid (HONO) in the interstellar medium». Astronomy & Astrophysics. 623: L13. Bibcode:2019A&A...623L..13C. arXiv:1903.03378. doi:10.1051/0004-6361/201935040
122. ↑  Butterworth, Anna L.;  et al. (2004), «Combined element (H and C) stable isotope ratios of methane in carbonaceous chondrites», Monthly Notices of the Royal Astronomical Society, 347 (3): 807–812, Bibcode:2004MNRAS.347..807B, doi:10.1111/j.1365-2966.2004.07251.x
123. ↑  Bell, T.J., Welbanks, L., Schlawin, E. et al. Methane throughout the atmosphere of the warm exoplanet WASP-80b. Nature 623, 709–712 (2023). DOI: 10.1038/s41586-023-06687-0
124. ↑  Sing, D.K., Rustamkulov, Z., Thorngren, D.P. et al. A warm Neptune’s methane reveals core mass and vigorous atmospheric mixing. Nature 630, 831–835 (2024). DOI: 10.1038/s41586-024-07395-z
125. ↑  Müller, H. S. P. (2013). «On Ammonium, NH4+, in the ISM». Consultado em 25 de maio de 2022
126. ↑  Cernicharo, J.; Tercero, B.; Fuente, A.; Domenech, J. L.; Cueto, M.; Carrasco, E.; Herrero, V. J.; Tanarro, I.; Marcelino, N.; Roueff, E.; Gerin, M.; Pearson, J. (18 June 2013). «Detection of the Ammonium Ion in Space». The Astrophysical Journal. 771 (1): L10. Bibcode:2013ApJ...771L..10C. arXiv:1306.3364. doi:10.1088/2041-8205/771/1/L10 Verifique data em: |data= (ajuda)
127. ↑  Lacy, J. H.;  et al. (1991), «Discovery of interstellar methane - Observations of gaseous and solid CH4 absorption toward young stars in molecular clouds», Astrophysical Journal, 376: 556–560, Bibcode:1991ApJ...376..556L, doi:10.1086/170304
128. ↑  Cernicharo, J.; Marcelino, N.; Roueff, E.; Gerin, M.; Jiménez-Escobar, A.; Muñoz Caro, G. M. (2012), «Discovery of the Methoxy Radical, CH3O, toward B1: Dust Grain and Gas-phase Chemistry in Cold Dark Clouds», The Astrophysical Journal Letters, 759 (2): L43–L46, Bibcode:2012ApJ...759L..43C, doi:10.1088/2041-8205/759/2/L43
129. 1 2 3 4 5 6 7 8  Finley, Dave (August 7, 2006). «Researchers Use NRAO Telescope to Study Formation Of Chemical Precursors to Life». NRAO Press Release (Nota de imprensa). p. 9. Bibcode:2006nrao.pres....9. Consultado em 10 de agosto de 2006 Verifique data em: |data= (ajuda)Predefinição:Bsn
130. 1 2 3  Fossé, David;  et al. (2001), «Molecular Carbon Chains and Rings in TMC-1», Astrophysical Journal, 552 (1): 168–174, Bibcode:2001ApJ...552..168F, arXiv:astro-ph/0012405, doi:10.1086/320471
131. ↑  Irvine, W. M.;  et al. (1988), «Identification of the interstellar cyanomethyl radical (CH2CN) in the molecular clouds TMC-1 and Sagittarius B2», Astrophysical Journal Letters, 334 (2): L107–L111, Bibcode:1988ApJ...334L.107I, PMID 11538463, doi:10.1086/185323
132. ↑  Dickens, J. E.;  et al. (1997), «Hydrogenation of Interstellar Molecules: A Survey for Methylenimine (CH2NH)», Astrophysical Journal, 479 (1 Pt 1): 307–12, Bibcode:1997ApJ...479..307D, PMID 11541227, doi:10.1086/303884
133. ↑  McGuire, B.A.;  et al. (2012), «Interstellar Carbodiimide (HNCNH): A New Astronomical Detection from the GBT PRIMOS Survey via Maser Emission Features», The Astrophysical Journal Letters, 758 (2): L33–L38, Bibcode:2012ApJ...758L..33M, arXiv:1209.1590, doi:10.1088/2041-8205/758/2/L33
134. ↑  Ohishi, Masatoshi;  et al. (1996), «Detection of a New Interstellar Molecular Ion, H2COH+ (Protonated Formaldehyde)», Astrophysical Journal, 471 (1): L61–4, Bibcode:1996ApJ...471L..61O, PMID 11541244, doi:10.1086/310325
135. ↑  Cernicharo, J.;  et al. (2007), «Astronomical detection of C4H−, the second interstellar anion», Astronomy and Astrophysics, 61 (2): L37–L40, Bibcode:2007A&A...467L..37C, doi:10.1051/0004-6361:20077415
136. 1 2 3  Liu, S.-Y.; Mehringer, D. M.; Snyder, L. E. (2001), «Observations of Formic Acid in Hot Molecular Cores», Astrophysical Journal, 552 (2): 654–663, Bibcode:2001ApJ...552..654L, doi:10.1086/320563
137. 1 2  Walmsley, C. M.; Winnewisser, G.; Toelle, F. (1990), «Cyanoacetylene and cyanodiacetylene in interstellar clouds», Astronomy and Astrophysics, 81 (1–2): 245–250, Bibcode:1980A&A....81..245W
138. ↑  Kawaguchi, Kentarou;  et al. (1992), «Detection of isocyanoacetylene HCCNC in TMC-1», Astrophysical Journal, 386 (2): L51–L53, Bibcode:1992ApJ...386L..51K, doi:10.1086/186290
139. ↑  Zuckerman, B.; Ball, John A.; Gottlieb, Carl A. (1971). «Microwave Detection of Interstellar Formic Acid». Astrophysical Journal. 163: L41. Bibcode:1971ApJ...163L..41Z. doi:10.1086/180663
140. ↑  Turner, B. E.;  et al. (1975), «Microwave detection of interstellar cyanamide», Astrophysical Journal, 201: L149–L152, Bibcode:1975ApJ...201L.149T, doi:10.1086/181963
141. 1 2 3  Ligterink, Niels F. W.;  et al. (September 2020). «The Family of Amide Molecules toward NGC 6334I». The Astrophysical Journal. 901 (1): 23. Bibcode:2020ApJ...901...37L. arXiv:2008.09157. doi:10.3847/1538-4357/abad38. 37 Verifique data em: |data= (ajuda)
142. ↑  Rivilla, Víctor M.;  et al. (2020). «Prebiotic Precursors of the Primordial RNA World in Space: Detection of NH2OH». The Astrophysical Journal. 899 (2): L28. Bibcode:2020ApJ...899L..28R. arXiv:2008.00228. doi:10.3847/2041-8213/abac55
143. ↑  Agúndez, M.;  et al. (2015), «Probing non-polar interstellar molecules through their protonated form: Detection of protonated cyanogen (NCCNH+)», Astronomy and Astrophysics, 579: L10, Bibcode:2015A&A...579L..10A, PMC 4630856, PMID 26543239, arXiv:1506.07043, doi:10.1051/0004-6361/201526650
144. ↑  Remijan, Anthony J.;  et al. (2008), «Detection of interstellar cyanoformaldehyde (CNCHO)», Astrophysical Journal, 675 (2): L85–L88, Bibcode:2008ApJ...675L..85R, doi:10.1086/533529
145. ↑  Bernath, P. F; Hinkle, K. H; Keady, J. J (1989). «Detection of C5 in the Circumstellar Shell of IRC+10216». Science. 244 (4904): 562–4. Bibcode:1989Sci...244..562B. PMID 17769400. doi:10.1126/science.244.4904.562
146. ↑  Manna, Arijit; Pal, Sabyasachi (19 December 2024). «First Identification and Chemical Modeling of New Thiol (−SH) Bearing Molecule in the Interstellar Medium: Dithioformic Acid». ACS Earth and Space Chemistry. 8 (12): 2401–2410. Bibcode:2024ESC.....8.2401M. arXiv:2411.05749. doi:10.1021/acsearthspacechem.4c00142 Verifique data em: |data= (ajuda)
147. ↑  Goldhaber, D. M.; Betz, A. L. (1984), «Silane in IRC +10216», Astrophysical Journal Letters, 279: –L55–L58, Bibcode:1984ApJ...279L..55G, doi:10.1086/184255
148. 1 2 3  Hollis, J. M.;  et al. (2006), «Detection of Acetamide (CH3CONH2): The Largest Interstellar Molecule with a Peptide Bond», Astrophysical Journal, 643 (1): L25–L28, Bibcode:2006ApJ...643L..25H, doi:10.1086/505110
149. ↑  Hollis, J. M.;  et al. (2006), «Cyclopropenone (c-H2C3O): A New Interstellar Ring Molecule», Astrophysical Journal, 642 (2): 933–939, Bibcode:2006ApJ...642..933H, doi:10.1086/501121
150. ↑  Zaleski, D. P.;  et al. (2013), «Detection of E-Cyanomethanimine toward Sagittarius B2(N) in the Green Bank Telescope PRIMOS Survey», Astrophysical Journal Letters, 765 (1): L109, Bibcode:2013ApJ...765L..10Z, arXiv:1302.0909, doi:10.1088/2041-8205/765/1/L10
151. ↑  Betz, A. L. (1981), «Ethylene in IRC +10216», Astrophysical Journal Letters, 244: –L105, Bibcode:1981ApJ...244L.103B, doi:10.1086/183490
152. 1 2 3 4 5  Remijan, Anthony J.;  et al. (2005), «Interstellar Isomers: The Importance of Bonding Energy Differences», Astrophysical Journal, 632 (1): 333–339, Bibcode:2005ApJ...632..333R, arXiv:astro-ph/0506502, doi:10.1086/432908
153. ↑  «Complex Organic Molecules Discovered in Infant Star System». NRAO. Astrobiology Web. 8 April 2015. Consultado em 9 de abril de 2015 Verifique data em: |data= (ajuda)
154. ↑  First Detection of Methyl Alcohol in a Planet-forming Disc. 15 June 2016.
155. ↑  Lambert, D. L.; Sheffer, Y.; Federman, S. R. (1979), «Interstellar methyl mercaptan», Astrophysical Journal Letters, 234: L139–L142, Bibcode:1979ApJ...234L.139L, doi:10.1086/183125
156. 1 2 3  Cernicharo, José;  et al. (2001), «Infrared Space Observatory's Discovery of C4H2, C6H2, and Benzene in CRL 618», Astrophysical Journal Letters, 546 (2): L123–L126, Bibcode:2001ApJ...546L.123C, doi:10.1086/318871
157. ↑  Sanz-Novo, Miguel;  et al. (July 2023). «Discovery of the Elusive Carbonic Acid (HOCOOH) in Space». The Astrophysical Journal. 954 (1). 3 páginas. Bibcode:2023ApJ...954....3S. arXiv:2307.08644. doi:10.3847/1538-4357/ace523 Verifique data em: |data= (ajuda)
158. ↑  Guelin, M.; Neininger, N.; Cernicharo, J. (1998), «Astronomical detection of the cyanobutadiynyl radical C_5N», Astronomy and Astrophysics, 335: L1–L4, Bibcode:1998A&A...335L...1G, arXiv:astro-ph/9805105
159. ↑  Irvine, W. M.;  et al. (1988), «A new interstellar polyatomic molecule - Detection of propynal in the cold cloud TMC-1», Astrophysical Journal Letters, 335 (2): L89–L93, Bibcode:1988ApJ...335L..89I, PMID 11538462, doi:10.1086/185346
160. ↑  Agúndez, M.;  et al. (2014), «New molecules in IRC +10216: confirmation of C5S and tentative identification of MgCCH, NCCP, and SiH3CN», Astronomy and Astrophysics, 570: A45, Bibcode:2014A&A...570A..45A, arXiv:1408.6306, doi:10.1051/0004-6361/201424542
161. 1 2  «Scientists Toast the Discovery of Vinyl Alcohol in Interstellar Space». NRAO Press Release (Nota de imprensa). October 1, 2001. p. 16. Bibcode:2001nrao.pres...16. Consultado em 20 de dezembro de 2006 Verifique data em: |data= (ajuda)Predefinição:Bsn
162. 1 2  Dickens, J. E.;  et al. (1997), «Detection of Interstellar Ethylene Oxide (c-C2H4O)», The Astrophysical Journal, 489 (2): 753–757, Bibcode:1997ApJ...489..753D, PMID 11541726, doi:10.1086/304821
163. ↑  Kaifu, N.; Takagi, K.; Kojima, T. (1975), «Excitation of interstellar methylamine», Astrophysical Journal, 198: L85–L88, Bibcode:1975ApJ...198L..85K, doi:10.1086/181818
164. ↑  Bizzocchi, L.; Prudenzano, D.; Rivilla, V. M.; Pietropolli-Charmet, A.; Giuliano, B. M.; Caselli, P.; Martín-Pintado, J.; Jiménez-Serra, I.; Martín, S.; Requena-Torres, M. A.; Rico-Villas, F. (1 de agosto de 2020). «Propargylimine in the laboratory and in space: millimetre-wave spectroscopy and its first detection in the ISM». Astronomy & Astrophysics (em inglês). 640: A98. Bibcode:2020A&A...640A..98B. ISSN 0004-6361. arXiv:2006.08401. doi:10.1051/0004-6361/202038083
165. ↑  McCarthy, M. C.;  et al. (2006), «Laboratory and Astronomical Identification of the Negative Molecular Ion C6H−», Astrophysical Journal, 652 (2): L141–L144, Bibcode:2006ApJ...652L.141M, doi:10.1086/510238
166. ↑  Xue, Ci;  et al. (2020). «Detection of Interstellar HC4NC and an Investigation of Isocyanopolyyne Chemistry under TMC-1 Conditions». The Astrophysical Journal. 900 (1): L9. Bibcode:2020ApJ...900L...9X. arXiv:2008.12345. doi:10.3847/2041-8213/aba631
167. ↑  McGuire, Brett A; Burkhardt, Andrew M; Shingledecker, Christopher N; Kalenskii, Sergei V; Herbst, Eric; Remijan, Anthony J; McCarthy, Michael C (2017). «Detection of Interstellar HC5O in TMC-1 with the Green Bank Telescope». The Astrophysical Journal. 843 (2): L28. Bibcode:2017ApJ...843L..28M. arXiv:1706.09766. doi:10.3847/2041-8213/aa7ca3
168. ↑  Agúndez, M.;  et al. (January 2025). «Detection of thioacetaldehyde (CH 3 CHS) in TMC-1: Sulfur-oxygen differentiation along the hydrogenation sequence». Astronomy & Astrophysics. 693: L20. arXiv:2501.05125. doi:10.1051/0004-6361/202453459 Verifique data em: |data= (ajuda)
169. ↑  Halfen, D. T.;  et al. (2015), «Interstellar Detection of Methyl Isocyanate CH3NCO in Sgr B2(N): A Link from Molecular Clouds to Comets», Astrophysical Journal, 812 (1): L5, Bibcode:2015ApJ...812L...5H, arXiv:1509.09305, doi:10.1088/2041-8205/812/1/L5
170. ↑  Zeng, S.; Quénard, D.; Jiménez-Serra, I.; Martín-Pintado, J.; Rivilla, V. M.; Testi, L.; Martín-Doménech, R. (2019). «First detection of the pre-biotic molecule glycolonitrile (HOCH2CN) in the interstellar medium». Monthly Notices of the Royal Astronomical Society: Letters. 484 (1): L43–L48. Bibcode:2019MNRAS.484L..43Z. arXiv:1901.02576. doi:10.1093/mnrasl/slz002
171. ↑  Cabezas, C.;  et al. (January 2025). «Identification of the interstellar 1-cyano propargyl radical (HCCCHCN) in TMC-1». Astronomy & Astrophysics. 693: L14. Bibcode:2025A&A...693L..14C. arXiv:2501.01938. doi:10.1051/0004-6361/202453419 Verifique data em: |data= (ajuda)
172. ↑  Cabezas, C.;  et al. (October 2021). «Discovery of interstellar 3-cyano propargyl radical, CH 2 CCCN». Astronomy & Astrophysics. 654: L9. Bibcode:2021A&A...654L...9C. arXiv:2110.03779. doi:10.1051/0004-6361/202142156 Verifique data em: |data= (ajuda)
173. 1 2  Mehringer, David M.;  et al. (1997), «Detection and Confirmation of Interstellar Acetic Acid», Astrophysical Journal Letters, 480 (1): L71, Bibcode:1997ApJ...480L..71M, doi:10.1086/310612
174. 1 2  Lovas, F. J.;  et al. (2006), «Hyperfine Structure Identification of Interstellar Cyanoallene toward TMC-1», Astrophysical Journal Letters, 637 (1): L37–L40, Bibcode:2006ApJ...637L..37L, doi:10.1086/500431
175. ↑  McGuire, Brett A.;  et al. (2020). «Early Science from GOTHAM: Project Overview, Methods, and the Detection of Interstellar Propargyl Cyanide (HCCCH2CN) in TMC-1». The Astrophysical Journal. 900 (1): L10. Bibcode:2020ApJ...900L..10M. arXiv:2008.12349. doi:10.3847/2041-8213/aba632
176. ↑  Hollis, J. M.; Lovas, F. J.; Jewell, P. R. (10 September 2000). «Interstellar Glycolaldehyde: The First Sugar». The Astrophysical Journal. 540 (2): L107–L110. Bibcode:2000ApJ...540L.107H. doi:10.1086/312881 Verifique data em: |data= (ajuda)
177. ↑  Rivilla, Víctor M.;  et al. (1 April 2022). «Precursors of the RNA World in Space: Detection of (Z)-1,2-ethenediol in the Interstellar Medium, a Key Intermediate in Sugar Formation». Astrophysical Journal Letters. 929 (1): L11. Bibcode:2022ApJ...929L..11R. arXiv:2203.14728. doi:10.3847/2041-8213/ac6186 Verifique data em: |data= (ajuda)
178. ↑  Loomis, R. A.;  et al. (2013), «The Detection of Interstellar Ethanimine CH3CHNH) from Observations Taken during the GBT PRIMOS Survey», Astrophysical Journal Letters, 765 (1): L9, Bibcode:2013ApJ...765L...9L, arXiv:1302.1121, doi:10.1088/2041-8205/765/1/L9
179. ↑  Zeng, Shaoshan;  et al. (1 October 2021). «Probing the Chemical Complexity of Amines in the ISM: Detection of Vinylamine (C2H3NH2) and Tentative Detection of Ethylamine (C2H5NH2)». The Astrophysical Journal Letters. 920 (2): L27. Bibcode:2021ApJ...920L..27Z. arXiv:2110.01791. doi:10.3847/2041-8213/ac2c7e Verifique data em: |data= (ajuda)
180. ↑  Guelin, M.;  et al. (1997), «Detection of a new linear carbon chain radical: C7H», Astronomy and Astrophysics, 317: L37–L40, Bibcode:1997A&A...317L...1G
181. ↑  Belloche, A.;  et al. (2008), «Detection of amino acetonitrile in Sgr B2(N)», Astronomy & Astrophysics, 482 (1): 179–196, Bibcode:2008A&A...482..179B, arXiv:0801.3219, doi:10.1051/0004-6361:20079203
182. ↑  Remijan, Anthony J.;  et al. (2014), «Observational Results of a Multi-telescope Campaign in Search of Interstellar Urea [(NH2)2CO]», Astrophysical Journal, 783 (2): 77, Bibcode:2014ApJ...783...77R, arXiv:1401.4483, doi:10.1088/0004-637X/783/2/77
183. 1 2  Zuckerman, B.;  et al. (1975), «Detection of interstellar trans-ethyl alcohol», Astrophysical Journal, 196 (2): L99–L102, Bibcode:1975ApJ...196L..99Z, doi:10.1086/181753
184. 1 2  Remijan, Anthony J.;  et al. (2006), «Methyltriacetylene (CH3C6H) toward TMC-1: The Largest Detected Symmetric Top», Astrophysical Journal, 643 (1): L37–L40, Bibcode:2006ApJ...643L..37R, doi:10.1086/504918
185. ↑  Snyder, L. E.;  et al. (1974), «Radio Detection of Interstellar Dimethyl Ether», Astrophysical Journal, 191: L79–L82, Bibcode:1974ApJ...191L..79S, doi:10.1086/181554
186. ↑  Cernicharo, J.; Guelin, M. (1996), «Discovery of the C8H radical», Astronomy and Astrophysics, 309: L26–L30, Bibcode:1996A&A...309L..27C
187. ↑  Brünken, S.;  et al. (2007), «Detection of the Carbon Chain Negative Ion C8H− in TMC-1», Astrophysical Journal, 664 (1): L43–L46, Bibcode:2007ApJ...664L..43B, doi:10.1086/520703
188. ↑  Remijan, Anthony J.;  et al. (2007), «Detection of C8H− and Comparison with C8H toward IRC +10 216» (PDF), Astrophysical Journal, 664 (1): L47–L50, Bibcode:2007ApJ...664L..47R, doi:10.1086/520704
189. 1 2 3  Bell, M. B.;  et al. (1997), «Detection of HC11N in the Cold Dust Cloud TMC-1», Astrophysical Journal Letters, 483 (1): L61–L64, Bibcode:1997ApJ...483L..61B, arXiv:astro-ph/9704233, doi:10.1086/310732
190. ↑  Kroto, H. W.;  et al. (1978), «The detection of cyanohexatriyne, H (C≡ C)3CN, in Heiles's cloud 2», The Astrophysical Journal, 219: L133–L137, Bibcode:1978ApJ...219L.133K, doi:10.1086/182623
191. ↑  Marcelino, N.;  et al. (2007), «Discovery of Interstellar Propylene (CH2CHCH3): Missing Links in Interstellar Gas-Phase Chemistry», Astrophysical Journal, 665 (2): L127–L130, Bibcode:2007ApJ...665L.127M, arXiv:0707.1308, doi:10.1086/521398
192. ↑  Kolesniková, L.;  et al. (2014), «Spectroscopic Characterization and Detection of Ethyl Mercaptan in Orion», Astrophysical Journal Letters, 784 (1): L7, Bibcode:2014ApJ...784L...7K, arXiv:1401.7810, doi:10.1088/2041-8205/784/1/L7
193. ↑  Sanz-Novo, Miguel;  et al. (20 February 2025). «On the Abiotic Origin of Dimethyl Sulfide: Discovery of Dimethyl Sulfide in the Interstellar Medium». The Astrophysical Journal Letters. 980 (2): L37. Bibcode:2025ApJ...980L..37S. arXiv:2501.08892. doi:10.3847/2041-8213/adafa7 Verifique data em: |data= (ajuda)
194. ↑  Snyder, Lewis E.;  et al. (2002), «Confirmation of Interstellar Acetone», The Astrophysical Journal, 578 (1): 245–255, Bibcode:2002ApJ...578..245S, doi:10.1086/342273
195. ↑  Hollis, J. M.;  et al. (2002), «Interstellar Antifreeze: Ethylene Glycol», Astrophysical Journal, 571 (1): L59–L62, Bibcode:2002ApJ...571L..59H, doi:10.1086/341148
196. ↑  Hollis, J. M. (2005). «Complex Molecules and the GBT: Is Isomerism the Key?» (PDF). Complex Molecules and the GBT: Is Isomerism the Key?. Proceedings of the IAU Symposium 231, Astrochemistry throughout the Universe. Asilomar, CA. pp. 119–127Predefinição:Bsn
197. ↑  McGuire, Brett A;  et al. (2017). «ALMA Detection of Interstellar Methoxymethanol (CH3OCH2OH)». The Astrophysical Journal. 851 (2): L46. Bibcode:2017ApJ...851L..46M. arXiv:1712.03256. doi:10.3847/2041-8213/aaa0c3
198. ↑  McGuire, B. A.; Carroll, P. B.; Loomis, R. A.; Finneran, I. A.; Jewell, P. R.; Remijan, A. J.; Blake, G. A. (2016). «Discovery of the interstellar chiral molecule propylene oxide (CH3CHCH2O)». Science. 352 (6292): 1449–52. Bibcode:2016Sci...352.1449M. PMID 27303055. arXiv:1606.07483. doi:10.1126/science.aae0328
199. ↑  Rivilla, Víctor M.; Jiménez-Serra, Izaskun; Martín-Pintado, Jesús; Briones, Carlos; Rodríguez-Almeida, Lucas F.; Rico-Villas, Fernando; Tercero, Belén; Zeng, Shaoshan; Colzi, Laura; Vicente, Pablo de; Martín, Sergio (1 de junho de 2021). «Discovery in space of ethanolamine, the simplest phospholipid head group». Proceedings of the National Academy of Sciences (em inglês). 118 (22). Bibcode:2021PNAS..11801314R. ISSN 0027-8424. PMC 8179234. PMID 34031247. arXiv:2105.11141. doi:10.1073/pnas.2101314118
200. 1 2  Belloche, A.;  et al. (May 2009), «Increased complexity in interstellar chemistry: Detection and chemical modeling of ethyl formate and n-propyl cyanide in Sgr B2(N)», Astronomy and Astrophysics, 499 (1): 215–232, Bibcode:2009A&A...499..215B, arXiv:0902.4694, doi:10.1051/0004-6361/200811550 Verifique data em: |data= (ajuda)
201. ↑  Tercero, B.;  et al. (2013), «Discovery of Methyl Acetate and Gauche Ethyl Formate in Orion», Astrophysical Journal Letters, 770 (1): L13, Bibcode:2013ApJ...770L..13T, arXiv:1305.1135, doi:10.1088/2041-8205/770/1/L13
202. ↑  Eyre, Michael (26 September 2014). «Complex organic molecule found in interstellar space». BBC News. Consultado em 26 de setembro de 2014 Verifique data em: |data= (ajuda)
203. ↑  Belloche, Arnaud; Garrod, Robin T.; Müller, Holger S. P.; Menten, Karl M. (26 September 2014). «Detection of a branched alkyl molecule in the interstellar medium: iso-propyl cyanide». Science. 345 (6204): 1584–1587. Bibcode:2014Sci...345.1584B. PMID 25258074. arXiv:1410.2607. doi:10.1126/science.1256678 Verifique data em: |data= (ajuda)
204. ↑  Fried, Zachary T. P.;  et al. (1 April 2024). «Rotational Spectrum and First Interstellar Detection of 2-methoxyethanol Using ALMA Observations of NGC 6334I». Astrophysical Journal Letters. 965 (2): L23. Bibcode:2024ApJ...965L..23F. arXiv:2403.17341. doi:10.3847/2041-8213/ad37ff Verifique data em: |data= (ajuda)
205. ↑  McGuire, Brett A.; Burkhardt, Andrew M.; Kalenskii, Sergei; Shingledecker, Christopher N.; Remijan, Anthony J.; Herbst, Eric; McCarthy, Michael C. (12 January 2018). «Detection of the aromatic molecule benzonitrile (c-C6H5CN) in the interstellar medium». Science. 359 (6372): 202–205. Bibcode:2018Sci...359..202M. PMID 29326270. arXiv:1801.04228. doi:10.1126/science.aao4890 Verifique data em: |data= (ajuda)
206. 1 2  Cernicharo, J.; Cabezas, C.; Fuentetaja, R.; Agúndez, M.; Tercero, B.; Janeiro, J.; Juanes, M.; Kaiser, R. I.; Endo, Y.; Steber, A. L.; Pérez, D.; Pérez, C.; Lesarri, A.; Marcelino, N.; de Vicente, P. (18 October 2024). «Discovery of two cyano derivatives of acenaphthylene (C12H8) in TMC-1 with the QUIJOTE line survey». Astronomy & Astrophysics. 690: L13. arXiv:2409.19311. doi:10.1051/0004-6361/202452196 Verifique data em: |data= (ajuda)
207. ↑  Wenzel, Gabi;  et al. (15 November 2024). «Detection of interstellar 1-cyanopyrene: A four-ring polycyclic aromatic hydrocarbon». Science. 386 (6723): 810–813. Bibcode:2024Sci...386..810W. PMID 39446895. arXiv:2410.00657. doi:10.1126/science.adq6391 Verifique data em: |data= (ajuda)
208. 1 2  Wenzel, Gabi;  et al. (5 November 2024). «Detections of interstellar aromatic nitriles 2-cyanopyrene and 4-cyanopyrene in TMC-1». Nature Astronomy. 9 (2): 262–270. doi:10.1038/s41550-024-02410-9 Verifique data em: |data= (ajuda)
209. ↑  Wenzel, Gabi;  et al. (1 May 2025). «Discovery of the Seven-ring Polycyclic Aromatic Hydrocarbon Cyanocoronene (C 24 H 11 CN) in GOTHAM Observations of TMC-1». The Astrophysical Journal Letters. 984 (1): L36. arXiv:2504.05232. doi:10.3847/2041-8213/adc911 Verifique data em: |data= (ajuda)
210. 1 2  Cami, Jan;  et al. (July 22, 2010), «Detection of C60 and C70 in a Young Planetary Nebula», Science, 329 (5996): 1180–2, Bibcode:2010Sci...329.1180C, PMID 20651118, doi:10.1126/science.1192035 Verifique data em: |data= (ajuda)
211. ↑  Foing, B. H.; Ehrenfreund, P. (1994), «Detection of two interstellar absorption bands coincident with spectral features of C60+», Nature, 369 (6478): 296–298, Bibcode:1994Natur.369..296F, doi:10.1038/369296a0.
212. ↑  Campbell, Ewen K.; Holz, Mathias; Gerlich, Dieter; Maier, John P. (2015), «Laboratory confirmation of C60+ as the carrier of two diffuse interstellar bands», Nature, 523 (7560): 322–323, Bibcode:2015Natur.523..322C, PMID 26178962, doi:10.1038/nature14566
213. ↑  Berné, Olivier; Mulas, Giacomo; Joblin, Christine (2013), «Interstellar C60+», Astronomy & Astrophysics, 550: L4, Bibcode:2013A&A...550L...4B, arXiv:1211.7252, doi:10.1051/0004-6361/201220730
214. Lacour, S.;  et al. (2005), «Deuterated molecular hydrogen in the Galactic ISM. New observations along seven translucent sightlines», Astronomy and Astrophysics, 430 (3): 967–977, Bibcode:2005A&A...430..967L, arXiv:astro-ph/0410033, doi:10.1051/0004-6361:20041589
215. Ceccarelli, Cecilia (2002), «Millimeter and infrared observations of deuterated molecules», Planetary and Space Science, 50 (12–13): 1267–1273, Bibcode:2002P&SS...50.1267C, doi:10.1016/S0032-0633(02)00093-4
216. Green, Sheldon (1989), «Collisional excitation of interstellar molecules - Deuterated water, HDO», Astrophysical Journal Supplement Series, 70: 813–831, Bibcode:1989ApJS...70..813G, doi:10.1086/191358
217. Butner, H. M.;  et al. (2007), «Discovery of interstellar heavy water», Astrophysical Journal, 659 (2): L137–L140, Bibcode:2007ApJ...659L.137B, doi:10.1086/517883, hdl:10261/2640
218. Turner, B. E.; Zuckerman, B. (1978), «Observations of strongly deuterated molecules - Implications for interstellar chemistry», Astrophysical Journal Letters, 225: L75–L79, Bibcode:1978ApJ...225L..75T, doi:10.1086/182797
219. Lis, D. C.;  et al. (2002), «Detection of Triply Deuterated Ammonia in the Barnard 1 Cloud», Astrophysical Journal, 571 (1): L55–L58, Bibcode:2002ApJ...571L..55L, doi:10.1086/341132.
220. Hatchell, J. (2003), «High NH2D/NH3 ratios in protostellar cores», Astronomy and Astrophysics, 403 (2): L25–L28, Bibcode:2003A&A...403L..25H, arXiv:astro-ph/0302564, doi:10.1051/0004-6361:20030297.
221. Turner, B. E. (1990), «Detection of doubly deuterated interstellar formaldehyde (D2CO) - an indicator of active grain surface chemistry», Astrophysical Journal Letters, 362: L29–L33, Bibcode:1990ApJ...362L..29T, doi:10.1086/185840.
222. Gerin, M.;  et al. (1992), «Interstellar detection of deuterated methyl acetylene», Astronomy and Astrophysics, 253 (2): L29–L32, Bibcode:1992A&A...253L..29G.
223. Markwick, A. J.; Charnley, S. B.; Butner, H. M.; Millar, T. J. (2005), «Interstellar CH3CCD», The Astrophysical Journal, 627 (2): L117–L120, Bibcode:2005ApJ...627L.117M, doi:10.1086/432415.
224. Kuan, Y. J.;  et al. (2003), «Interstellar Glycine», Astrophysical Journal, 593 (2): 848–867, Bibcode:2003ApJ...593..848K, doi:10.1086/375637.
225. Snyder, L. E.;  et al. (2005), «A Rigorous Attempt to Verify Interstellar Glycine», Astrophysical Journal, 619 (2): 914–930, Bibcode:2005ApJ...619..914S, arXiv:astro-ph/0410335, doi:10.1086/426677.
226. Widicus Weaver, S. L.; Blake, G. A. (2005), «1,3-Dihydroxyacetone in Sagittarius B2(N-LMH): The First Interstellar Ketose», Astrophysical Journal Letters, 624 (1): L33–L36, Bibcode:2005ApJ...624L..33W, doi:10.1086/430407
227. Iglesias-Groth, S.;  et al. (20 de setembro de 2008), «Evidence for the Naphthalene Cation in a Region of the Interstellar Medium with Anomalous Microwave Emission», The Astrophysical Journal Letters, 685 (1): L55–L58, Bibcode:2008ApJ...685L..55I, arXiv:0809.0778, doi:10.1086/592349 - This spectral assignment has not been independently confirmed, and is described by the authors as "tentative" (page L58).
228. Iglesias-Groth, S.;  et al. (May 2010), «A search for interstellar anthracene toward the Perseus anomalous microwave emission region», Monthly Notices of the Royal Astronomical Society, 407 (4): 2157–2165, Bibcode:2010MNRAS.407.2157I, arXiv:1005.4388, doi:10.1111/j.1365-2966.2010.17075.x Verifique data em: |data= (ajuda)
229. Fuchs, G. W.;  et al. (2005), «Trans-Ethyl Methyl Ether in Space: A new Look at a Complex Molecule in Selected Hot Core Regions», Astronomy & Astrophysics, 444 (2): 521–530, Bibcode:2005A&A...444..521F, arXiv:astro-ph/0508395, doi:10.1051/0004-6361:20053599
230. Agúndez, M.;  et al. (4 de junho de 2008), «Tentative detection of phosphine in IRC +10216», Astronomy & Astrophysics, 485 (3): L33, Bibcode:2008A&A...485L..33A, arXiv:0805.4297, doi:10.1051/0004-6361:200810193
231. García-Hernández, D. A.;  et al. (2011), «The Formation of Fullerenes: Clues from New C60, C70, and (Possible) Planar C24 Detections in Magellanic Cloud Planetary Nebulae», Astrophysical Journal Letters, 737 (2): L30, Bibcode:2011ApJ...737L..30G, arXiv:1107.2595, doi:10.1088/2041-8205/737/2/L30.
232. Cernicharo, J.;  et al. (2013), «Detection of the Ammonium ion in space», Astrophysical Journal Letters, 771 (1): L10, Bibcode:2013ApJ...771L..10C, arXiv:1306.3364, doi:10.1088/2041-8205/771/1/L10
233. Doménech, J. L.;  et al. (2013), «Improved Determination of the 10-00 Rotational Frequency of NH3D+ from the High-Resolution Spectrum of the ν4 Infrared Band», Astrophysical Journal Letters, 771 (1): L11, Bibcode:2013ApJ...771L..11D, arXiv:1306.3792, doi:10.1088/2041-8205/771/1/L10
234. Gupta, H.;  et al. (2013), «Laboratory Measurements and Tentative Astronomical Identification of H2NCO+» (PDF), Astrophysical Journal Letters, 778 (1): L1, Bibcode:2013ApJ...778L...1G, doi:10.1088/2041-8205/778/1/L1
235. Apponi, A. J.; Halfen, D. T.; Ziurys, L. M.; Hollis, J. M.; Remijan, Anthony J.; Lovas, F. J. (2006). «Investigating the Limits of Chemical Complexity in Sagittarius B2(N): A Rigorous Attempt to Confirm 1,3-Dihydroxyacetone». The Astrophysical Journal. 643 (1): L29–L32. Bibcode:2006ApJ...643L..29A. doi:10.1086/504979
236. Melosso, M.;  et al. (2020). «First detection of NHD and ND2 in the interstellar medium». Astronomy & Astrophysics. 641: A153. Bibcode:2020A&A...641A.153M. arXiv:2007.07504. doi:10.1051/0004-6361/202038490
237. Dhariwal, Aditya;  et al. (June 2024). «On the Origin of Infrared Bands Attributed to Tryptophan in Spitzer Observations of IC 348». The Astrophysical Journal Letters. 968 (1): L9. Bibcode:2024ApJ...968L...9D. ISSN 2041-8205. arXiv:2405.16773. doi:10.3847/2041-8213/ad4d9a. there is no compelling evidence for the tryptophan assignment Verifique data em: |data= (ajuda)
238. Iglesias-Groth, S. (August 2023). «A search for tryptophan in the gas of the IC 348 star cluster of the Perseus molecular cloud». Monthly Notices of the Royal Astronomical Society. 523 (2): 2876–2886. Bibcode:2023MNRAS.523.2876I. doi:10.1093/mnras/stad1535 Verifique data em: |data= (ajuda)
239. Hudson, Reggie L. (2023). «Interstellar tryptophan revisited». Monthly Notices of the Royal Astronomical Society. 526 (3): 4051–4053. Bibcode:2023MNRAS.526.4051H. doi:10.1093/mnras/stad3058. there is no firm support for the tryptophan assignment